# Llista d'asteroides (371001-372000)
Llista d'asteroides del 371.001 al 372.000, amb data de descoberta i descobridor. És un fragment de la llista d'asteroides completa. Als asteroides se'ls dona un número quan es confirma la seva òrbita, per tant apareixen llistats aproximadament segons la data de descobriment.

## 371001-371100
| Nom    | Designació provisional | Data de descobriment   | Lloc de descobriment | Descobridor/s     |
| ------ | ---------------------- | ---------------------- | -------------------- | ----------------- |
| 371001 | 2005 TZ90              | 30 d'agost de 2005     | Kitt Peak            | Spacewatch        |
| 371002 | 2005 TH107             | 4 d'octubre de 2005    | Mount Lemmon         | Mt. Lemmon Survey |
| 371003 | 2005 TB109             | 7 d'octubre de 2005    | Kitt Peak            | Spacewatch        |
| 371004 | 2005 TL114             | 7 d'octubre de 2005    | Kitt Peak            | Spacewatch        |
| 371005 | 2005 TC138             | 7 d'octubre de 2005    | Catalina             | CSS               |
| 371006 | 2005 TV154             | 29 de setembre de 2005 | Kitt Peak            | Spacewatch        |
| 371007 | 2005 TM160             | 9 d'octubre de 2005    | Kitt Peak            | Spacewatch        |
| 371008 | 2005 TY165             | 9 d'octubre de 2005    | Kitt Peak            | Spacewatch        |
| 371009 | 2005 TC172             | 10 d'octubre de 2005   | Kitt Peak            | Spacewatch        |
| 371010 | 2005 TE178             | 1 d'octubre de 2005    | Kitt Peak            | Spacewatch        |
| 371011 | 2005 TV195             | 1 d'octubre de 2005    | Kitt Peak            | Spacewatch        |
| 371012 | 2005 UT16              | 22 d'octubre de 2005   | Kitt Peak            | Spacewatch        |
| 371013 | 2005 UB20              | 22 d'octubre de 2005   | Kitt Peak            | Spacewatch        |
| 371014 | 2005 UJ22              | 23 d'octubre de 2005   | Kitt Peak            | Spacewatch        |
| 371015 | 2005 UJ27              | 23 d'octubre de 2005   | Catalina             | CSS               |
| 371016 | 2005 UD38              | 24 d'octubre de 2005   | Kitt Peak            | Spacewatch        |
| 371017 | 2005 UK40              | 24 d'octubre de 2005   | Kitt Peak            | Spacewatch        |
| 371018 | 2005 UH46              | 22 d'octubre de 2005   | Kitt Peak            | Spacewatch        |
| 371019 | 2005 UD50              | 23 d'octubre de 2005   | Catalina             | CSS               |
| 371020 | 2005 UP58              | 24 d'octubre de 2005   | Kitt Peak            | Spacewatch        |
| 371021 | 2005 UM63              | 25 d'octubre de 2005   | Mount Lemmon         | Mt. Lemmon Survey |
| 371022 | 2005 UU63              | 25 d'octubre de 2005   | Mount Lemmon         | Mt. Lemmon Survey |
| 371023 | 2005 UP65              | 29 de setembre de 2005 | Catalina             | CSS               |
| 371024 | 2005 UN66              | 22 d'octubre de 2005   | Kitt Peak            | Spacewatch        |
| 371025 | 2005 UZ71              | 23 d'octubre de 2005   | Catalina             | CSS               |
| 371026 | 2005 UL76              | 24 d'octubre de 2005   | Palomar              | NEAT              |
| 371027 | 2005 UL78              | 25 d'octubre de 2005   | Mount Lemmon         | Mt. Lemmon Survey |
| 371028 | 2005 UK90              | 22 d'octubre de 2005   | Kitt Peak            | Spacewatch        |
| 371029 | 2005 UP97              | 22 d'octubre de 2005   | Kitt Peak            | Spacewatch        |
| 371030 | 2005 UR97              | 22 d'octubre de 2005   | Kitt Peak            | Spacewatch        |
| 371031 | 2005 UF102             | 22 d'octubre de 2005   | Kitt Peak            | Spacewatch        |
| 371032 | 2005 UK103             | 22 d'octubre de 2005   | Kitt Peak            | Spacewatch        |
| 371033 | 2005 UM109             | 22 d'octubre de 2005   | Kitt Peak            | Spacewatch        |
| 371034 | 2005 UK114             | 22 d'octubre de 2005   | Catalina             | CSS               |
| 371035 | 2005 UR149             | 26 d'octubre de 2005   | Kitt Peak            | Spacewatch        |
| 371036 | 2005 UZ151             | 26 d'octubre de 2005   | Kitt Peak            | Spacewatch        |
| 371037 | 2005 UM152             | 26 d'octubre de 2005   | Kitt Peak            | Spacewatch        |
| 371038 | 2005 UC153             | 26 d'octubre de 2005   | Kitt Peak            | Spacewatch        |
| 371039 | 2005 US153             | 26 d'octubre de 2005   | Kitt Peak            | Spacewatch        |
| 371040 | 2005 UJ161             | 22 d'octubre de 2005   | Palomar              | NEAT              |
| 371041 | 2005 UL161             | 23 d'octubre de 2005   | Kitt Peak            | Spacewatch        |
| 371042 | 2005 UM162             | 27 d'octubre de 2005   | Anderson Mesa        | LONEOS            |
| 371043 | 2005 UC163             | 23 d'octubre de 2005   | Kitt Peak            | Spacewatch        |
| 371044 | 2005 UJ163             | 23 d'octubre de 2005   | Kitt Peak            | Spacewatch        |
| 371045 | 2005 UE167             | 24 d'octubre de 2005   | Kitt Peak            | Spacewatch        |
| 371046 | 2005 UZ173             | 24 d'octubre de 2005   | Kitt Peak            | Spacewatch        |
| 371047 | 2005 UT174             | 24 d'octubre de 2005   | Kitt Peak            | Spacewatch        |
| 371048 | 2005 UD182             | 24 d'octubre de 2005   | Kitt Peak            | Spacewatch        |
| 371049 | 2005 UT186             | 26 d'octubre de 2005   | Kitt Peak            | Spacewatch        |
| 371050 | 2005 UX199             | 25 d'octubre de 2005   | Kitt Peak            | Spacewatch        |
| 371051 | 2005 UG202             | 25 d'octubre de 2005   | Kitt Peak            | Spacewatch        |
| 371052 | 2005 UK214             | 25 d'octubre de 2005   | Catalina             | CSS               |
| 371053 | 2005 UX217             | 22 d'octubre de 2005   | Kitt Peak            | Spacewatch        |
| 371054 | 2005 US222             | 25 d'octubre de 2005   | Kitt Peak            | Spacewatch        |
| 371055 | 2005 UX225             | 25 d'octubre de 2005   | Kitt Peak            | Spacewatch        |
| 371056 | 2005 UE229             | 25 d'octubre de 2005   | Kitt Peak            | Spacewatch        |
| 371057 | 2005 UL234             | 25 d'octubre de 2005   | Kitt Peak            | Spacewatch        |
| 371058 | 2005 UE235             | 25 d'octubre de 2005   | Kitt Peak            | Spacewatch        |
| 371059 | 2005 UY238             | 25 d'octubre de 2005   | Kitt Peak            | Spacewatch        |
| 371060 | 2005 UA249             | 28 d'octubre de 2005   | Mount Lemmon         | Mt. Lemmon Survey |
| 371061 | 2005 UJ249             | 28 d'octubre de 2005   | Mount Lemmon         | Mt. Lemmon Survey |
| 371062 | 2005 UU251             | 24 d'octubre de 2005   | Kitt Peak            | Spacewatch        |
| 371063 | 2005 UB253             | 26 d'octubre de 2005   | Palomar              | NEAT              |
| 371064 | 2005 UH259             | 25 d'octubre de 2005   | Kitt Peak            | Spacewatch        |
| 371065 | 2005 UX260             | 25 d'octubre de 2005   | Mount Lemmon         | Mt. Lemmon Survey |
| 371066 | 2005 UG261             | 25 d'octubre de 2005   | Mount Lemmon         | Mt. Lemmon Survey |
| 371067 | 2005 UD276             | 24 d'octubre de 2005   | Kitt Peak            | Spacewatch        |
| 371068 | 2005 US277             | 24 d'octubre de 2005   | Kitt Peak            | Spacewatch        |
| 371069 | 2005 UT280             | 24 d'octubre de 2005   | Kitt Peak            | Spacewatch        |
| 371070 | 2005 UR281             | 25 d'octubre de 2005   | Mount Lemmon         | Mt. Lemmon Survey |
| 371071 | 2005 UU290             | 26 d'octubre de 2005   | Kitt Peak            | Spacewatch        |
| 371072 | 2005 UQ292             | 26 d'octubre de 2005   | Kitt Peak            | Spacewatch        |
| 371073 | 2005 UF307             | 27 d'octubre de 2005   | Mount Lemmon         | Mt. Lemmon Survey |
| 371074 | 2005 US307             | 27 d'octubre de 2005   | Mount Lemmon         | Mt. Lemmon Survey |
| 371075 | 2005 UD327             | 29 d'octubre de 2005   | Kitt Peak            | Spacewatch        |
| 371076 | 2005 UE327             | 29 d'octubre de 2005   | Kitt Peak            | Spacewatch        |
| 371077 | 2005 UW333             | 29 d'octubre de 2005   | Mount Lemmon         | Mt. Lemmon Survey |
| 371078 | 2005 US349             | 27 d'octubre de 2005   | Mount Lemmon         | Mt. Lemmon Survey |
| 371079 | 2005 UO352             | 29 d'octubre de 2005   | Catalina             | CSS               |
| 371080 | 2005 UJ368             | 27 d'octubre de 2005   | Kitt Peak            | Spacewatch        |
| 371081 | 2005 UV369             | 27 d'octubre de 2005   | Kitt Peak            | Spacewatch        |
| 371082 | 2005 UY383             | 27 d'octubre de 2005   | Catalina             | CSS               |
| 371083 | 2005 UA388             | 26 d'octubre de 2005   | Kitt Peak            | Spacewatch        |
| 371084 | 2005 UA391             | 29 d'octubre de 2005   | Mount Lemmon         | Mt. Lemmon Survey |
| 371085 | 2005 UA397             | 27 d'octubre de 2005   | Catalina             | CSS               |
| 371086 | 2005 UA400             | 26 d'octubre de 2005   | Kitt Peak            | Spacewatch        |
| 371087 | 2005 UA421             | 26 d'octubre de 2005   | Kitt Peak            | Spacewatch        |
| 371088 | 2005 UT437             | 22 d'octubre de 2005   | Kitt Peak            | Spacewatch        |
| 371089 | 2005 UJ443             | 30 d'octubre de 2005   | Socorro              | LINEAR            |
| 371090 | 2005 UB444             | 30 d'octubre de 2005   | Socorro              | LINEAR            |
| 371091 | 2005 UN449             | 30 d'octubre de 2005   | Socorro              | LINEAR            |
| 371092 | 2005 UA459             | 30 d'octubre de 2005   | Palomar              | NEAT              |
| 371093 | 2005 UZ461             | 30 d'octubre de 2005   | Kitt Peak            | Spacewatch        |
| 371094 | 2005 UD463             | 30 d'octubre de 2005   | Kitt Peak            | Spacewatch        |
| 371095 | 2005 UT468             | 30 d'octubre de 2005   | Kitt Peak            | Spacewatch        |
| 371096 | 2005 UR475             | 22 d'octubre de 2005   | Kitt Peak            | Spacewatch        |
| 371097 | 2005 UU509             | 22 d'octubre de 2005   | Kitt Peak            | Spacewatch        |
| 371098 | 2005 UR510             | 25 d'octubre de 2005   | Mount Lemmon         | Mt. Lemmon Survey |
| 371099 | 2005 UO512             | 30 d'octubre de 2005   | Mount Lemmon         | Mt. Lemmon Survey |
| 371100 | 2005 UC520             | 26 d'octubre de 2005   | Apache Point         | A. C. Becker      |

## 371101-371200
| Nom    | Designació provisional | Data de descobriment   | Lloc de descobriment | Descobridor/s     |
| ------ | ---------------------- | ---------------------- | -------------------- | ----------------- |
| 371101 | 2005 VW6               | 6 de novembre de 2005  | Mount Lemmon         | Mt. Lemmon Survey |
| 371102 | 2005 VH7               | 13 de novembre de 2005 | Desert Moon          | B. L. Stevens     |
| 371103 | 2005 VR15              | 1 de novembre de 2005  | Catalina             | CSS               |
| 371104 | 2005 VK26              | 3 d'octubre de 2005    | Kitt Peak            | Spacewatch        |
| 371105 | 2005 VF44              | 3 de novembre de 2005  | Mount Lemmon         | Mt. Lemmon Survey |
| 371106 | 2005 VD51              | 3 de novembre de 2005  | Catalina             | CSS               |
| 371107 | 2005 VY60              | 5 de novembre de 2005  | Kitt Peak            | Spacewatch        |
| 371108 | 2005 VH61              | 5 de novembre de 2005  | Catalina             | CSS               |
| 371109 | 2005 VZ74              | 1 de novembre de 2005  | Mount Lemmon         | Mt. Lemmon Survey |
| 371110 | 2005 VB75              | 1 de novembre de 2005  | Mount Lemmon         | Mt. Lemmon Survey |
| 371111 | 2005 VA88              | 6 de novembre de 2005  | Kitt Peak            | Spacewatch        |
| 371112 | 2005 VH88              | 25 d'octubre de 2005   | Kitt Peak            | Spacewatch        |
| 371113 | 2005 VR88              | 6 de novembre de 2005  | Kitt Peak            | Spacewatch        |
| 371114 | 2005 VE89              | 29 d'octubre de 2005   | Kitt Peak            | Spacewatch        |
| 371115 | 2005 VS98              | 10 de novembre de 2005 | Catalina             | CSS               |
| 371116 | 2005 VZ99              | 1 de novembre de 2005  | Kitt Peak            | Spacewatch        |
| 371117 | 2005 VM107             | 5 de novembre de 2005  | Kitt Peak            | Spacewatch        |
| 371118 | 2005 VS111             | 6 de novembre de 2005  | Mount Lemmon         | Mt. Lemmon Survey |
| 371119 | 2005 VD120             | 10 de novembre de 2005 | Mount Lemmon         | Mt. Lemmon Survey |
| 371120 | 2005 VN126             | 1 de novembre de 2005  | Apache Point         | A. C. Becker      |
| 371121 | 2005 WG19              | 24 de novembre de 2005 | Palomar              | NEAT              |
| 371122 | 2005 WS24              | 21 de novembre de 2005 | Kitt Peak            | Spacewatch        |
| 371123 | 2005 WQ30              | 21 de novembre de 2005 | Kitt Peak            | Spacewatch        |
| 371124 | 2005 WV32              | 21 de novembre de 2005 | Kitt Peak            | Spacewatch        |
| 371125 | 2005 WA35              | 22 de novembre de 2005 | Kitt Peak            | Spacewatch        |
| 371126 | 2005 WT35              | 22 de novembre de 2005 | Kitt Peak            | Spacewatch        |
| 371127 | 2005 WH40              | 25 de novembre de 2005 | Mount Lemmon         | Mt. Lemmon Survey |
| 371128 | 2005 WB54              | 25 de novembre de 2005 | Catalina             | CSS               |
| 371129 | 2005 WX62              | 25 de novembre de 2005 | Catalina             | CSS               |
| 371130 | 2005 WK77              | 25 de novembre de 2005 | Kitt Peak            | Spacewatch        |
| 371131 | 2005 WW78              | 25 de novembre de 2005 | Kitt Peak            | Spacewatch        |
| 371132 | 2005 WZ93              | 26 de novembre de 2005 | Kitt Peak            | Spacewatch        |
| 371133 | 2005 WZ97              | 26 de novembre de 2005 | Kitt Peak            | Spacewatch        |
| 371134 | 2005 WR104             | 28 de novembre de 2005 | Catalina             | CSS               |
| 371135 | 2005 WJ118             | 28 de novembre de 2005 | Catalina             | CSS               |
| 371136 | 2005 WZ121             | 30 de novembre de 2005 | Socorro              | LINEAR            |
| 371137 | 2005 WD122             | 30 de novembre de 2005 | Kitt Peak            | Spacewatch        |
| 371138 | 2005 WV131             | 25 de novembre de 2005 | Mount Lemmon         | Mt. Lemmon Survey |
| 371139 | 2005 WG134             | 25 de novembre de 2005 | Mount Lemmon         | Mt. Lemmon Survey |
| 371140 | 2005 WR134             | 25 de novembre de 2005 | Mount Lemmon         | Mt. Lemmon Survey |
| 371141 | 2005 WX149             | 28 de novembre de 2005 | Kitt Peak            | Spacewatch        |
| 371142 | 2005 WX152             | 29 de novembre de 2005 | Kitt Peak            | Spacewatch        |
| 371143 | 2005 WF172             | 30 de novembre de 2005 | Mount Lemmon         | Mt. Lemmon Survey |
| 371144 | 2005 WN176             | 30 de novembre de 2005 | Kitt Peak            | Spacewatch        |
| 371145 | 2005 WV177             | 30 de novembre de 2005 | Kitt Peak            | Spacewatch        |
| 371146 | 2005 XR21              | 2 de desembre de 2005  | Mount Lemmon         | Mt. Lemmon Survey |
| 371147 | 2005 XA24              | 2 de desembre de 2005  | Mount Lemmon         | Mt. Lemmon Survey |
| 371148 | 2005 XA27              | 4 de desembre de 2005  | Kitt Peak            | Spacewatch        |
| 371149 | 2005 XC35              | 4 de desembre de 2005  | Kitt Peak            | Spacewatch        |
| 371150 | 2005 XP41              | 30 de novembre de 2005 | Kitt Peak            | Spacewatch        |
| 371151 | 2005 XA43              | 2 de desembre de 2005  | Kitt Peak            | Spacewatch        |
| 371152 | 2005 XR48              | 2 de desembre de 2005  | Mount Lemmon         | Mt. Lemmon Survey |
| 371153 | 2005 XJ54              | 5 de desembre de 2005  | Kitt Peak            | Spacewatch        |
| 371154 | 2005 XC65              | 7 de desembre de 2005  | Kitt Peak            | Spacewatch        |
| 371155 | 2005 XQ73              | 6 de desembre de 2005  | Kitt Peak            | Spacewatch        |
| 371156 | 2005 XU74              | 6 de desembre de 2005  | Kitt Peak            | Spacewatch        |
| 371157 | 2005 XK75              | 6 de desembre de 2005  | Kitt Peak            | Spacewatch        |
| 371158 | 2005 XF78              | 1 de desembre de 2005  | Anderson Mesa        | LONEOS            |
| 371159 | 2005 XW101             | 1 de desembre de 2005  | Kitt Peak            | M. W. Buie        |
| 371160 | 2005 XV102             | 1 de desembre de 2005  | Kitt Peak            | M. W. Buie        |
| 371161 | 2005 YU15              | 22 de desembre de 2005 | Kitt Peak            | Spacewatch        |
| 371162 | 2005 YQ17              | 6 de novembre de 2005  | Mount Lemmon         | Mt. Lemmon Survey |
| 371163 | 2005 YY20              | 24 de desembre de 2005 | Kitt Peak            | Spacewatch        |
| 371164 | 2005 YS24              | 24 de desembre de 2005 | Kitt Peak            | Spacewatch        |
| 371165 | 2005 YO26              | 21 de desembre de 2005 | Kitt Peak            | Spacewatch        |
| 371166 | 2005 YT31              | 22 de desembre de 2005 | Kitt Peak            | Spacewatch        |
| 371167 | 2005 YB33              | 22 de desembre de 2005 | Kitt Peak            | Spacewatch        |
| 371168 | 2005 YP33              | 24 de desembre de 2005 | Kitt Peak            | Spacewatch        |
| 371169 | 2005 YD34              | 24 de desembre de 2005 | Kitt Peak            | Spacewatch        |
| 371170 | 2005 YE40              | 22 de desembre de 2005 | Kitt Peak            | Spacewatch        |
| 371171 | 2005 YH42              | 24 de desembre de 2005 | Kitt Peak            | Spacewatch        |
| 371172 | 2005 YL48              | 22 de desembre de 2005 | Kitt Peak            | Spacewatch        |
| 371173 | 2005 YY48              | 22 de desembre de 2005 | Kitt Peak            | Spacewatch        |
| 371174 | 2005 YC55              | 25 de desembre de 2005 | Kitt Peak            | Spacewatch        |
| 371175 | 2005 YG80              | 24 de desembre de 2005 | Kitt Peak            | Spacewatch        |
| 371176 | 2005 YR80              | 24 de desembre de 2005 | Kitt Peak            | Spacewatch        |
| 371177 | 2005 YZ81              | 24 de desembre de 2005 | Kitt Peak            | Spacewatch        |
| 371178 | 2005 YS82              | 24 de desembre de 2005 | Kitt Peak            | Spacewatch        |
| 371179 | 2005 YG87              | 25 de desembre de 2005 | Mount Lemmon         | Mt. Lemmon Survey |
| 371180 | 2005 YL87              | 25 de desembre de 2005 | Mount Lemmon         | Mt. Lemmon Survey |
| 371181 | 2005 YQ88              | 25 de desembre de 2005 | Mount Lemmon         | Mt. Lemmon Survey |
| 371182 | 2005 YX90              | 26 de desembre de 2005 | Mount Lemmon         | Mt. Lemmon Survey |
| 371183 | 2005 YA105             | 25 de desembre de 2005 | Kitt Peak            | Spacewatch        |
| 371184 | 2005 YV111             | 25 de desembre de 2005 | Kitt Peak            | Spacewatch        |
| 371185 | 2005 YH113             | 25 de desembre de 2005 | Mount Lemmon         | Mt. Lemmon Survey |
| 371186 | 2005 YX115             | 25 de desembre de 2005 | Kitt Peak            | Spacewatch        |
| 371187 | 2005 YF118             | 10 de desembre de 2005 | Kitt Peak            | Spacewatch        |
| 371188 | 2005 YK118             | 25 de desembre de 2005 | Kitt Peak            | Spacewatch        |
| 371189 | 2005 YV126             | 26 de desembre de 2005 | Kitt Peak            | Spacewatch        |
| 371190 | 2005 YW126             | 26 de desembre de 2005 | Catalina             | CSS               |
| 371191 | 2005 YA127             | 27 de desembre de 2005 | Mount Lemmon         | Mt. Lemmon Survey |
| 371192 | 2005 YF133             | 26 de desembre de 2005 | Kitt Peak            | Spacewatch        |
| 371193 | 2005 YG133             | 30 de novembre de 2005 | Kitt Peak            | Spacewatch        |
| 371194 | 2005 YN146             | 29 de desembre de 2005 | Mount Lemmon         | Mt. Lemmon Survey |
| 371195 | 2005 YW148             | 25 de desembre de 2005 | Kitt Peak            | Spacewatch        |
| 371196 | 2005 YL154             | 29 de desembre de 2005 | Socorro              | LINEAR            |
| 371197 | 2005 YO159             | 27 de desembre de 2005 | Kitt Peak            | Spacewatch        |
| 371198 | 2005 YC162             | 27 de desembre de 2005 | Socorro              | LINEAR            |
| 371199 | 2005 YJ176             | 22 de desembre de 2005 | Kitt Peak            | Spacewatch        |
| 371200 | 2005 YQ193             | 29 de novembre de 2005 | Mount Lemmon         | Mt. Lemmon Survey |

## 371201-371300
| Nom    | Designació provisional | Data de descobriment   | Lloc de descobriment | Descobridor/s     |
| ------ | ---------------------- | ---------------------- | -------------------- | ----------------- |
| 371201 | 2005 YP208             | 21 de desembre de 2005 | Catalina             | CSS               |
| 371202 | 2005 YS213             | 29 de desembre de 2005 | Socorro              | LINEAR            |
| 371203 | 2005 YS289             | 28 de desembre de 2005 | Mount Lemmon         | Mt. Lemmon Survey |
| 371204 | 2006 AN7               | 5 de gener de 2006     | Catalina             | CSS               |
| 371205 | 2006 AT8               | 2 de gener de 2006     | Mount Lemmon         | Mt. Lemmon Survey |
| 371206 | 2006 AO39              | 7 de gener de 2006     | Mount Lemmon         | Mt. Lemmon Survey |
| 371207 | 2006 AG41              | 7 de gener de 2006     | Kitt Peak            | Spacewatch        |
| 371208 | 2006 AU46              | 29 de desembre de 2005 | Kitt Peak            | Spacewatch        |
| 371209 | 2006 AF52              | 5 de gener de 2006     | Kitt Peak            | Spacewatch        |
| 371210 | 2006 AK53              | 5 de gener de 2006     | Kitt Peak            | Spacewatch        |
| 371211 | 2006 AQ54              | 5 de gener de 2006     | Kitt Peak            | Spacewatch        |
| 371212 | 2006 AU66              | 9 de gener de 2006     | Kitt Peak            | Spacewatch        |
| 371213 | 2006 AR75              | 4 de gener de 2006     | Mount Lemmon         | Mt. Lemmon Survey |
| 371214 | 2006 AN81              | 7 de gener de 2006     | Mount Lemmon         | Mt. Lemmon Survey |
| 371215 | 2006 AG92              | 7 de gener de 2006     | Mount Lemmon         | Mt. Lemmon Survey |
| 371216 | 2006 AX92              | 7 de gener de 2006     | Kitt Peak            | Spacewatch        |
| 371217 | 2006 AA101             | 5 de gener de 2006     | Mount Lemmon         | Mt. Lemmon Survey |
| 371218 | 2006 AH101             | 7 de gener de 2006     | Mount Lemmon         | Mt. Lemmon Survey |
| 371219 | 2006 AJ101             | 8 de gener de 2006     | Mount Lemmon         | Mt. Lemmon Survey |
| 371220 | 2006 BD8               | 22 de gener de 2006    | Nogales              | J.-C. Merlin      |
| 371221 | 2006 BM40              | 21 de gener de 2006    | Kitt Peak            | Spacewatch        |
| 371222 | 2006 BR41              | 22 de gener de 2006    | Mount Lemmon         | Mt. Lemmon Survey |
| 371223 | 2006 BJ47              | 7 de gener de 2006     | Kitt Peak            | Spacewatch        |
| 371224 | 2006 BG50              | 25 de gener de 2006    | Kitt Peak            | Spacewatch        |
| 371225 | 2006 BO52              | 25 de gener de 2006    | Kitt Peak            | Spacewatch        |
| 371226 | 2006 BP52              | 25 de gener de 2006    | Kitt Peak            | Spacewatch        |
| 371227 | 2006 BJ59              | 28 de desembre de 2005 | Mount Lemmon         | Mt. Lemmon Survey |
| 371228 | 2006 BO62              | 24 de gener de 2006    | Socorro              | LINEAR            |
| 371229 | 2006 BS70              | 23 de gener de 2006    | Kitt Peak            | Spacewatch        |
| 371230 | 2006 BJ73              | 23 de gener de 2006    | Kitt Peak            | Spacewatch        |
| 371231 | 2006 BY74              | 23 de gener de 2006    | Kitt Peak            | Spacewatch        |
| 371232 | 2006 BX79              | 23 de gener de 2006    | Kitt Peak            | Spacewatch        |
| 371233 | 2006 BA80              | 23 de gener de 2006    | Kitt Peak            | Spacewatch        |
| 371234 | 2006 BE87              | 25 de gener de 2006    | Kitt Peak            | Spacewatch        |
| 371235 | 2006 BS89              | 25 de gener de 2006    | Kitt Peak            | Spacewatch        |
| 371236 | 2006 BV89              | 25 de gener de 2006    | Kitt Peak            | Spacewatch        |
| 371237 | 2006 BH94              | 26 de gener de 2006    | Kitt Peak            | Spacewatch        |
| 371238 | 2006 BC97              | 26 de gener de 2006    | Mount Lemmon         | Mt. Lemmon Survey |
| 371239 | 2006 BW121             | 26 de gener de 2006    | Mount Lemmon         | Mt. Lemmon Survey |
| 371240 | 2006 BT123             | 26 de gener de 2006    | Kitt Peak            | Spacewatch        |
| 371241 | 2006 BW126             | 10 d'octubre de 2004   | Kitt Peak            | Spacewatch        |
| 371242 | 2006 BR127             | 26 de gener de 2006    | Kitt Peak            | Spacewatch        |
| 371243 | 2006 BP128             | 26 de gener de 2006    | Mount Lemmon         | Mt. Lemmon Survey |
| 371244 | 2006 BA139             | 28 de gener de 2006    | Mount Lemmon         | Mt. Lemmon Survey |
| 371245 | 2006 BJ144             | 23 de gener de 2006    | Catalina             | CSS               |
| 371246 | 2006 BT145             | 24 de gener de 2006    | Socorro              | LINEAR            |
| 371247 | 2006 BB148             | 31 de gener de 2006    | 7300                 | W. K. Y. Yeung    |
| 371248 | 2006 BN152             | 25 de gener de 2006    | Kitt Peak            | Spacewatch        |
| 371249 | 2006 BG156             | 25 de gener de 2006    | Kitt Peak            | Spacewatch        |
| 371250 | 2006 BJ165             | 26 de gener de 2006    | Kitt Peak            | Spacewatch        |
| 371251 | 2006 BV171             | 27 de gener de 2006    | Kitt Peak            | Spacewatch        |
| 371252 | 2006 BT172             | 27 de gener de 2006    | Kitt Peak            | Spacewatch        |
| 371253 | 2006 BV172             | 27 de gener de 2006    | Kitt Peak            | Spacewatch        |
| 371254 | 2006 BL173             | 27 de gener de 2006    | Kitt Peak            | Spacewatch        |
| 371255 | 2006 BQ198             | 30 de gener de 2006    | Kitt Peak            | Spacewatch        |
| 371256 | 2006 BJ224             | 4 d'octubre de 1999    | Kitt Peak            | Spacewatch        |
| 371257 | 2006 BP224             | 30 de gener de 2006    | Kitt Peak            | Spacewatch        |
| 371258 | 2006 BT224             | 30 de gener de 2006    | Kitt Peak            | Spacewatch        |
| 371259 | 2006 BQ227             | 30 de gener de 2006    | Kitt Peak            | Spacewatch        |
| 371260 | 2006 BU233             | 23 de gener de 2006    | Kitt Peak            | Spacewatch        |
| 371261 | 2006 BS255             | 31 de gener de 2006    | Catalina             | CSS               |
| 371262 | 2006 BY266             | 25 de gener de 2006    | Anderson Mesa        | LONEOS            |
| 371263 | 2006 CC20              | 1 de febrer de 2006    | Mount Lemmon         | Mt. Lemmon Survey |
| 371264 | 2006 CM57              | 4 de febrer de 2006    | Kitt Peak            | Spacewatch        |
| 371265 | 2006 DW1               | 20 de febrer de 2006   | Kitt Peak            | Spacewatch        |
| 371266 | 2006 DU7               | 20 de febrer de 2006   | Kitt Peak            | Spacewatch        |
| 371267 | 2006 DM36              | 20 de febrer de 2006   | Mount Lemmon         | Mt. Lemmon Survey |
| 371268 | 2006 DJ44              | 20 de febrer de 2006   | Catalina             | CSS               |
| 371269 | 2006 DC45              | 20 de febrer de 2006   | Kitt Peak            | Spacewatch        |
| 371270 | 2006 DA46              | 20 de febrer de 2006   | Kitt Peak            | Spacewatch        |
| 371271 | 2006 DR49              | 22 de febrer de 2006   | Catalina             | CSS               |
| 371272 | 2006 DD77              | 24 de febrer de 2006   | Kitt Peak            | Spacewatch        |
| 371273 | 2006 DP82              | 24 de febrer de 2006   | Kitt Peak            | Spacewatch        |
| 371274 | 2006 DR94              | 24 de febrer de 2006   | Kitt Peak            | Spacewatch        |
| 371275 | 2006 DE96              | 24 de febrer de 2006   | Kitt Peak            | Spacewatch        |
| 371276 | 2006 DX99              | 25 de febrer de 2006   | Kitt Peak            | Spacewatch        |
| 371277 | 2006 DW102             | 25 de febrer de 2006   | Mount Lemmon         | Mt. Lemmon Survey |
| 371278 | 2006 DK106             | 25 de febrer de 2006   | Mount Lemmon         | Mt. Lemmon Survey |
| 371279 | 2006 DP113             | 27 de febrer de 2006   | Kitt Peak            | Spacewatch        |
| 371280 | 2006 DO117             | 27 de febrer de 2006   | Kitt Peak            | Spacewatch        |
| 371281 | 2006 DQ131             | 25 de febrer de 2006   | Kitt Peak            | Spacewatch        |
| 371282 | 2006 DQ132             | 25 de febrer de 2006   | Kitt Peak            | Spacewatch        |
| 371283 | 2006 DX134             | 25 de febrer de 2006   | Mount Lemmon         | Mt. Lemmon Survey |
| 371284 | 2006 DF140             | 25 de febrer de 2006   | Kitt Peak            | Spacewatch        |
| 371285 | 2006 DD151             | 25 de febrer de 2006   | Mount Lemmon         | Mt. Lemmon Survey |
| 371286 | 2006 DU159             | 27 de febrer de 2006   | Kitt Peak            | Spacewatch        |
| 371287 | 2006 DC166             | 2 de febrer de 2006    | Mount Lemmon         | Mt. Lemmon Survey |
| 371288 | 2006 DX173             | 27 de febrer de 2006   | Kitt Peak            | Spacewatch        |
| 371289 | 2006 DK210             | 20 de febrer de 2006   | Kitt Peak            | Spacewatch        |
| 371290 | 2006 DE211             | 24 de febrer de 2006   | Mount Lemmon         | Mt. Lemmon Survey |
| 371291 | 2006 DP211             | 18 d'octubre de 2003   | Kitt Peak            | Spacewatch        |
| 371292 | 2006 EE7               | 2 de març de 2006      | Kitt Peak            | Spacewatch        |
| 371293 | 2006 EV17              | 2 de març de 2006      | Kitt Peak            | Spacewatch        |
| 371294 | 2006 EO26              | 3 de març de 2006      | Kitt Peak            | Spacewatch        |
| 371295 | 2006 EQ42              | 4 de març de 2006      | Kitt Peak            | Spacewatch        |
| 371296 | 2006 EJ47              | 4 de març de 2006      | Kitt Peak            | Spacewatch        |
| 371297 | 2006 ES55              | 5 de març de 2006      | Kitt Peak            | Spacewatch        |
| 371298 | 2006 EB66              | 5 de març de 2006      | Kitt Peak            | Spacewatch        |
| 371299 | 2006 EM74              | 3 de març de 2006      | Kitt Peak            | Spacewatch        |
| 371300 | 2006 FB1               | 21 de març de 2006     | Mount Lemmon         | Mt. Lemmon Survey |

## 371301-371400
| Nom    | Designació provisional | Data de descobriment   | Lloc de descobriment | Descobridor/s        |
| ------ | ---------------------- | ---------------------- | -------------------- | -------------------- |
| 371301 | 2006 FU3               | 23 de març de 2006     | Kitt Peak            | Spacewatch           |
| 371302 | 2006 FS4               | 22 de febrer de 2006   | Catalina             | CSS                  |
| 371303 | 2006 FM10              | 19 de març de 2006     | Socorro              | LINEAR               |
| 371304 | 2006 FD13              | 23 de març de 2006     | Kitt Peak            | Spacewatch           |
| 371305 | 2006 FN17              | 23 de març de 2006     | Kitt Peak            | Spacewatch           |
| 371306 | 2006 FG26              | 24 de març de 2006     | Mount Lemmon         | Mt. Lemmon Survey    |
| 371307 | 2006 FH38              | 23 de març de 2006     | Kitt Peak            | Spacewatch           |
| 371308 | 2006 FM42              | 26 de març de 2006     | Mount Lemmon         | Mt. Lemmon Survey    |
| 371309 | 2006 GO9               | 2 d'abril de 2006      | Kitt Peak            | Spacewatch           |
| 371310 | 2006 GY27              | 2 d'abril de 2006      | Kitt Peak            | Spacewatch           |
| 371311 | 2006 GN29              | 2 d'abril de 2006      | Kitt Peak            | Spacewatch           |
| 371312 | 2006 GV30              | 2 d'abril de 2006      | Mount Lemmon         | Mt. Lemmon Survey    |
| 371313 | 2006 GX50              | 2 d'abril de 2006      | Anderson Mesa        | LONEOS               |
| 371314 | 2006 GZ51              | 7 d'abril de 2006      | Siding Spring        | Siding Spring Survey |
| 371315 | 2006 HP10              | 19 d'abril de 2006     | Kitt Peak            | Spacewatch           |
| 371316 | 2006 HP14              | 19 d'abril de 2006     | Mount Lemmon         | Mt. Lemmon Survey    |
| 371317 | 2006 HS21              | 20 d'abril de 2006     | Kitt Peak            | Spacewatch           |
| 371318 | 2006 HU41              | 21 d'abril de 2006     | Kitt Peak            | Spacewatch           |
| 371319 | 2006 HE65              | 24 d'abril de 2006     | Kitt Peak            | Spacewatch           |
| 371320 | 2006 HF65              | 24 d'abril de 2006     | Kitt Peak            | Spacewatch           |
| 371321 | 2006 HF66              | 24 d'abril de 2006     | Kitt Peak            | Spacewatch           |
| 371322 | 2006 HC72              | 25 d'abril de 2006     | Kitt Peak            | Spacewatch           |
| 371323 | 2006 HM80              | 26 d'abril de 2006     | Kitt Peak            | Spacewatch           |
| 371324 | 2006 HK94              | 29 d'abril de 2006     | Kitt Peak            | Spacewatch           |
| 371325 | 2006 HU94              | 30 d'abril de 2006     | Kitt Peak            | Spacewatch           |
| 371326 | 2006 JW3               | 2 de maig de 2006      | Mount Lemmon         | Mt. Lemmon Survey    |
| 371327 | 2006 JX3               | 2 de maig de 2006      | Mount Lemmon         | Mt. Lemmon Survey    |
| 371328 | 2006 JO7               | 1 de maig de 2006      | Kitt Peak            | Spacewatch           |
| 371329 | 2006 JU14              | 1 de maig de 2006      | Kitt Peak            | Spacewatch           |
| 371330 | 2006 JU16              | 2 de maig de 2006      | Kitt Peak            | Spacewatch           |
| 371331 | 2006 JK21              | 2 de maig de 2006      | Kitt Peak            | Spacewatch           |
| 371332 | 2006 JW28              | 3 de maig de 2006      | Kitt Peak            | Spacewatch           |
| 371333 | 2006 JJ33              | 3 de maig de 2006      | Kitt Peak            | Spacewatch           |
| 371334 | 2006 JC59              | 1 de maig de 2006      | Kitt Peak            | M. W. Buie           |
| 371335 | 2006 JS80              | 9 de maig de 2006      | Mount Lemmon         | Mt. Lemmon Survey    |
| 371336 | 2006 KD1               | 20 de maig de 2006     | Socorro              | LINEAR               |
| 371337 | 2006 KV2               | 18 de maig de 2006     | Palomar              | NEAT                 |
| 371338 | 2006 KY7               | 19 de maig de 2006     | Mount Lemmon         | Mt. Lemmon Survey    |
| 371339 | 2006 KG18              | 21 de maig de 2006     | Kitt Peak            | Spacewatch           |
| 371340 | 2006 KL19              | 21 de maig de 2006     | Siding Spring        | Siding Spring Survey |
| 371341 | 2006 KX34              | 20 de maig de 2006     | Kitt Peak            | Spacewatch           |
| 371342 | 2006 KT39              | 21 de maig de 2006     | Anderson Mesa        | LONEOS               |
| 371343 | 2006 KY49              | 21 de maig de 2006     | Kitt Peak            | Spacewatch           |
| 371344 | 2006 KJ50              | 21 de maig de 2006     | Kitt Peak            | Spacewatch           |
| 371345 | 2006 KA51              | 21 de maig de 2006     | Kitt Peak            | Spacewatch           |
| 371346 | 2006 KZ52              | 21 de maig de 2006     | Kitt Peak            | Spacewatch           |
| 371347 | 2006 KL66              | 24 de maig de 2006     | Mount Lemmon         | Mt. Lemmon Survey    |
| 371348 | 2006 KB83              | 20 de maig de 2006     | Kitt Peak            | Spacewatch           |
| 371349 | 2006 KB94              | 25 de maig de 2006     | Kitt Peak            | Spacewatch           |
| 371350 | 2006 KG103             | 30 de maig de 2006     | Kitt Peak            | Spacewatch           |
| 371351 | 2006 KW143             | 23 de maig de 2006     | Kitt Peak            | Spacewatch           |
| 371352 | 2006 KZ144             | 25 de maig de 2006     | Kitt Peak            | Spacewatch           |
| 371353 | 2006 LX                | 3 de juny de 2006      | Mount Lemmon         | Mt. Lemmon Survey    |
| 371354 | 2006 LH1               | 1 de juny de 2006      | Kitt Peak            | Spacewatch           |
| 371355 | 2006 MN1               | 18 de juny de 2006     | Kitt Peak            | Spacewatch           |
| 371356 | 2006 MD2               | 16 de juny de 2006     | Kitt Peak            | Spacewatch           |
| 371357 | 2006 MW14              | 22 de juny de 2006     | Palomar              | NEAT                 |
| 371358 | 2006 OJ                | 30 de maig de 2006     | Mount Lemmon         | Mt. Lemmon Survey    |
| 371359 | 2006 OT8               | 20 de juliol de 2006   | Palomar              | NEAT                 |
| 371360 | 2006 PK4               | 15 d'agost de 2006     | Reedy Creek          | J. Broughton         |
| 371361 | 2006 PF9               | 18 de juliol de 2006   | Mount Lemmon         | Mt. Lemmon Survey    |
| 371362 | 2006 PO14              | 15 d'agost de 2006     | Palomar              | NEAT                 |
| 371363 | 2006 PB15              | 15 d'agost de 2006     | Palomar              | NEAT                 |
| 371364 | 2006 PA17              | 15 d'agost de 2006     | Palomar              | NEAT                 |
| 371365 | 2006 PF21              | 15 d'agost de 2006     | Palomar              | NEAT                 |
| 371366 | 2006 PH27              | 31 de juliol de 2006   | Siding Spring        | Siding Spring Survey |
| 371367 | 2006 PM34              | 15 d'agost de 2006     | Palomar              | NEAT                 |
| 371368 | 2006 QD1               | 18 d'agost de 2006     | Piszkesteto          | K. Sarneczky         |
| 371369 | 2006 QC29              | 21 d'agost de 2006     | Kitt Peak            | Spacewatch           |
| 371370 | 2006 QL40              | 24 d'agost de 2006     | Socorro              | LINEAR               |
| 371371 | 2006 QS47              | 20 d'agost de 2006     | Kitt Peak            | Spacewatch           |
| 371372 | 2006 QC51              | 23 d'agost de 2006     | Socorro              | LINEAR               |
| 371373 | 2006 QB61              | 21 d'agost de 2006     | Socorro              | LINEAR               |
| 371374 | 2006 QJ63              | 24 d'agost de 2006     | Palomar              | NEAT                 |
| 371375 | 2006 QW79              | 18 de juliol de 2006   | Mount Lemmon         | Mt. Lemmon Survey    |
| 371376 | 2006 QB99              | 23 d'agost de 2006     | Socorro              | LINEAR               |
| 371377 | 2006 QD108             | 28 d'agost de 2006     | Catalina             | CSS                  |
| 371378 | 2006 QG114             | 27 d'agost de 2006     | Anderson Mesa        | LONEOS               |
| 371379 | 2006 QV116             | 27 d'agost de 2006     | Anderson Mesa        | LONEOS               |
| 371380 | 2006 QU122             | 29 d'agost de 2006     | Catalina             | CSS                  |
| 371381 | 2006 QP126             | 16 d'agost de 2006     | Palomar              | NEAT                 |
| 371382 | 2006 QB145             | 18 d'agost de 2006     | Kitt Peak            | Spacewatch           |
| 371383 | 2006 QZ162             | 21 d'agost de 2006     | Kitt Peak            | Spacewatch           |
| 371384 | 2006 QF182             | 27 d'agost de 2006     | Apache Point         | A. C. Becker         |
| 371385 | 2006 QJ187             | 18 d'agost de 2006     | Palomar              | NEAT                 |
| 371386 | 2006 RE                | 1 de setembre de 2006  | Ottmarsheim          | C. Rinner            |
| 371387 | 2006 RQ8               | 12 de setembre de 2006 | Catalina             | CSS                  |
| 371388 | 2006 RA9               | 27 d'agost de 2006     | Kitt Peak            | Spacewatch           |
| 371389 | 2006 RS10              | 14 de setembre de 2006 | Palomar              | NEAT                 |
| 371390 | 2006 RD19              | 21 de juliol de 2006   | Mount Lemmon         | Mt. Lemmon Survey    |
| 371391 | 2006 RH19              | 14 de setembre de 2006 | Kitt Peak            | Spacewatch           |
| 371392 | 2006 RO19              | 14 de setembre de 2006 | Catalina             | CSS                  |
| 371393 | 2006 RW19              | 15 de setembre de 2006 | Kitt Peak            | Spacewatch           |
| 371394 | 2006 RH28              | 15 de setembre de 2006 | Kitt Peak            | Spacewatch           |
| 371395 | 2006 RB33              | 15 de setembre de 2006 | Kitt Peak            | Spacewatch           |
| 371396 | 2006 RR37              | 12 de setembre de 2006 | Catalina             | CSS                  |
| 371397 | 2006 RA60              | 15 de setembre de 2006 | Catalina             | CSS                  |
| 371398 | 2006 RP63              | 14 de setembre de 2006 | Catalina             | CSS                  |
| 371399 | 2006 RH71              | 15 de setembre de 2006 | Kitt Peak            | Spacewatch           |
| 371400 | 2006 RZ71              | 15 de setembre de 2006 | Kitt Peak            | Spacewatch           |

## 371401-371500
| Nom    | Designació provisional | Data de descobriment   | Lloc de descobriment | Descobridor/s       |
| ------ | ---------------------- | ---------------------- | -------------------- | ------------------- |
| 371401 | 2006 RR73              | 15 de setembre de 2006 | Kitt Peak            | Spacewatch          |
| 371402 | 2006 RV73              | 15 de setembre de 2006 | Kitt Peak            | Spacewatch          |
| 371403 | 2006 RQ82              | 15 de setembre de 2006 | Kitt Peak            | Spacewatch          |
| 371404 | 2006 RU82              | 15 de setembre de 2006 | Kitt Peak            | Spacewatch          |
| 371405 | 2006 RN84              | 15 de setembre de 2006 | Kitt Peak            | Spacewatch          |
| 371406 | 2006 RM86              | 15 de setembre de 2006 | Kitt Peak            | Spacewatch          |
| 371407 | 2006 RP95              | 15 de setembre de 2006 | Kitt Peak            | Spacewatch          |
| 371408 | 2006 RV100             | 14 de setembre de 2006 | Catalina             | CSS                 |
| 371409 | 2006 RU121             | 15 de setembre de 2006 | Kitt Peak            | Spacewatch          |
| 371410 | 2006 SU21              | 17 de setembre de 2006 | Catalina             | CSS                 |
| 371411 | 2006 SF34              | 17 de setembre de 2006 | Catalina             | CSS                 |
| 371412 | 2006 SA40              | 18 de setembre de 2006 | Catalina             | CSS                 |
| 371413 | 2006 SW48              | 18 de setembre de 2006 | Kitt Peak            | Spacewatch          |
| 371414 | 2006 SZ48              | 18 de setembre de 2006 | Kitt Peak            | Spacewatch          |
| 371415 | 2006 SZ59              | 18 de setembre de 2006 | Catalina             | CSS                 |
| 371416 | 2006 SM66              | 19 de setembre de 2006 | Kitt Peak            | Spacewatch          |
| 371417 | 2006 SE76              | 19 de setembre de 2006 | Kitt Peak            | Spacewatch          |
| 371418 | 2006 SJ80              | 18 de setembre de 2006 | Kitt Peak            | Spacewatch          |
| 371419 | 2006 SV85              | 18 de setembre de 2006 | Kitt Peak            | Spacewatch          |
| 371420 | 2006 SB94              | 18 de setembre de 2006 | Kitt Peak            | Spacewatch          |
| 371421 | 2006 SA103             | 19 de setembre de 2006 | Kitt Peak            | Spacewatch          |
| 371422 | 2006 SW104             | 19 de setembre de 2006 | Kitt Peak            | Spacewatch          |
| 371423 | 2006 SX105             | 19 de setembre de 2006 | Kitt Peak            | Spacewatch          |
| 371424 | 2006 SD110             | 20 de setembre de 2006 | Socorro              | LINEAR              |
| 371425 | 2006 SM115             | 24 de setembre de 2006 | Kitt Peak            | Spacewatch          |
| 371426 | 2006 SY117             | 24 de setembre de 2006 | Kitt Peak            | Spacewatch          |
| 371427 | 2006 SN141             | 19 de setembre de 2006 | Catalina             | CSS                 |
| 371428 | 2006 ST150             | 19 de setembre de 2006 | Kitt Peak            | Spacewatch          |
| 371429 | 2006 SY157             | 23 de setembre de 2006 | Kitt Peak            | Spacewatch          |
| 371430 | 2006 SS163             | 24 de setembre de 2006 | Kitt Peak            | Spacewatch          |
| 371431 | 2006 SF175             | 25 de setembre de 2006 | Mount Lemmon         | Mt. Lemmon Survey   |
| 371432 | 2006 SG185             | 25 de setembre de 2006 | Mount Lemmon         | Mt. Lemmon Survey   |
| 371433 | 2006 SH192             | 26 de setembre de 2006 | Mount Lemmon         | Mt. Lemmon Survey   |
| 371434 | 2006 SZ199             | 24 de setembre de 2006 | Kitt Peak            | Spacewatch          |
| 371435 | 2006 SG206             | 25 de setembre de 2006 | Mount Lemmon         | Mt. Lemmon Survey   |
| 371436 | 2006 SW212             | 26 de setembre de 2006 | Catalina             | CSS                 |
| 371437 | 2006 SJ215             | 27 de setembre de 2006 | Kitt Peak            | Spacewatch          |
| 371438 | 2006 SO221             | 25 de setembre de 2006 | Mount Lemmon         | Mt. Lemmon Survey   |
| 371439 | 2006 ST239             | 18 de setembre de 2006 | Kitt Peak            | Spacewatch          |
| 371440 | 2006 SJ240             | 26 de setembre de 2006 | Kitt Peak            | Spacewatch          |
| 371441 | 2006 SM258             | 19 de setembre de 2006 | Kitt Peak            | Spacewatch          |
| 371442 | 2006 SW272             | 27 de setembre de 2006 | Mount Lemmon         | Mt. Lemmon Survey   |
| 371443 | 2006 SB274             | 27 de setembre de 2006 | Mount Lemmon         | Mt. Lemmon Survey   |
| 371444 | 2006 SG279             | 28 de setembre de 2006 | Mount Lemmon         | Mt. Lemmon Survey   |
| 371445 | 2006 SM285             | 24 de setembre de 2006 | Kitt Peak            | Spacewatch          |
| 371446 | 2006 SY287             | 25 de setembre de 2006 | Socorro              | LINEAR              |
| 371447 | 2006 SJ290             | 30 de setembre de 2006 | Catalina             | CSS                 |
| 371448 | 2006 SU296             | 25 de setembre de 2006 | Kitt Peak            | Spacewatch          |
| 371449 | 2006 SM300             | 26 de setembre de 2006 | Catalina             | CSS                 |
| 371450 | 2006 SO316             | 27 de setembre de 2006 | Kitt Peak            | Spacewatch          |
| 371451 | 2006 SV316             | 27 de setembre de 2006 | Kitt Peak            | Spacewatch          |
| 371452 | 2006 SB317             | 27 de setembre de 2006 | Kitt Peak            | Spacewatch          |
| 371453 | 2006 SL317             | 27 de setembre de 2006 | Kitt Peak            | Spacewatch          |
| 371454 | 2006 SZ322             | 27 de setembre de 2006 | Kitt Peak            | Spacewatch          |
| 371455 | 2006 SQ332             | 28 de setembre de 2006 | Mount Lemmon         | Mt. Lemmon Survey   |
| 371456 | 2006 SY346             | 15 de setembre de 2006 | Kitt Peak            | Spacewatch          |
| 371457 | 2006 SG348             | 28 de setembre de 2006 | Kitt Peak            | Spacewatch          |
| 371458 | 2006 SR355             | 30 de setembre de 2006 | Catalina             | CSS                 |
| 371459 | 2006 SH361             | 30 de setembre de 2006 | Mount Lemmon         | Mt. Lemmon Survey   |
| 371460 | 2006 SO361             | 30 de setembre de 2006 | Mount Lemmon         | Mt. Lemmon Survey   |
| 371461 | 2006 SR364             | 28 de setembre de 2006 | Mount Lemmon         | Mt. Lemmon Survey   |
| 371462 | 2006 SW367             | 28 de setembre de 2006 | Catalina             | CSS                 |
| 371463 | 2006 SB391             | 17 de setembre de 2006 | Kitt Peak            | Spacewatch          |
| 371464 | 2006 SG393             | 28 de setembre de 2006 | Catalina             | CSS                 |
| 371465 | 2006 SE397             | 19 de setembre de 2006 | Kitt Peak            | Spacewatch          |
| 371466 | 2006 SN406             | 17 de setembre de 2006 | Kitt Peak            | Spacewatch          |
| 371467 | 2006 SF409             | 30 de setembre de 2006 | Catalina             | CSS                 |
| 371468 | 2006 TF4               | 2 d'octubre de 2006    | Mount Lemmon         | Mt. Lemmon Survey   |
| 371469 | 2006 TS6               | 3 d'octubre de 2006    | Mount Lemmon         | Mt. Lemmon Survey   |
| 371470 | 2006 TL9               | 11 d'octubre de 2006   | Kitt Peak            | Spacewatch          |
| 371471 | 2006 TE14              | 10 d'octubre de 2006   | Palomar              | NEAT                |
| 371472 | 2006 TP17              | 11 d'octubre de 2006   | Kitt Peak            | Spacewatch          |
| 371473 | 2006 TG18              | 11 d'octubre de 2006   | Kitt Peak            | Spacewatch          |
| 371474 | 2006 TL21              | 11 d'octubre de 2006   | Kitt Peak            | Spacewatch          |
| 371475 | 2006 TM27              | 12 d'octubre de 2006   | Kitt Peak            | Spacewatch          |
| 371476 | 2006 TE28              | 12 d'octubre de 2006   | Kitt Peak            | Spacewatch          |
| 371477 | 2006 TR30              | 12 d'octubre de 2006   | Kitt Peak            | Spacewatch          |
| 371478 | 2006 TB33              | 12 d'octubre de 2006   | Kitt Peak            | Spacewatch          |
| 371479 | 2006 TY35              | 12 d'octubre de 2006   | Kitt Peak            | Spacewatch          |
| 371480 | 2006 TK36              | 12 d'octubre de 2006   | Kitt Peak            | Spacewatch          |
| 371481 | 2006 TX39              | 12 d'octubre de 2006   | Kitt Peak            | Spacewatch          |
| 371482 | 2006 TY39              | 12 d'octubre de 2006   | Kitt Peak            | Spacewatch          |
| 371483 | 2006 TQ46              | 12 d'octubre de 2006   | Kitt Peak            | Spacewatch          |
| 371484 | 2006 TG53              | 30 de setembre de 2006 | Mount Lemmon         | Mt. Lemmon Survey   |
| 371485 | 2006 TM66              | 18 de setembre de 2006 | Kitt Peak            | Spacewatch          |
| 371486 | 2006 TT66              | 11 d'octubre de 2006   | Palomar              | NEAT                |
| 371487 | 2006 TY66              | 11 d'octubre de 2006   | Palomar              | NEAT                |
| 371488 | 2006 TN72              | 11 d'octubre de 2006   | Palomar              | NEAT                |
| 371489 | 2006 TV73              | 30 de setembre de 2006 | Catalina             | CSS                 |
| 371490 | 2006 TB92              | 13 d'octubre de 2006   | Kitt Peak            | Spacewatch          |
| 371491 | 2006 TW92              | 15 d'octubre de 2006   | Kitt Peak            | Spacewatch          |
| 371492 | 2006 TT93              | 15 d'octubre de 2006   | Kitt Peak            | Spacewatch          |
| 371493 | 2006 TR94              | 15 d'octubre de 2006   | Lulin                | C.-S. Lin, Q.-z. Ye |
| 371494 | 2006 TJ102             | 15 d'octubre de 2006   | Kitt Peak            | Spacewatch          |
| 371495 | 2006 TG110             | 13 d'octubre de 2006   | Kitt Peak            | Spacewatch          |
| 371496 | 2006 UA16              | 17 d'octubre de 2006   | Mount Lemmon         | Mt. Lemmon Survey   |
| 371497 | 2006 UG25              | 26 de setembre de 2006 | Mount Lemmon         | Mt. Lemmon Survey   |
| 371498 | 2006 UV26              | 16 d'octubre de 2006   | Kitt Peak            | Spacewatch          |
| 371499 | 2006 UA36              | 16 d'octubre de 2006   | Kitt Peak            | Spacewatch          |
| 371500 | 2006 UH36              | 16 d'octubre de 2006   | Kitt Peak            | Spacewatch          |

## 371501-371600
| Nom    | Designació provisional | Data de descobriment   | Lloc de descobriment | Descobridor/s     |
| ------ | ---------------------- | ---------------------- | -------------------- | ----------------- |
| 371501 | 2006 UP39              | 16 d'octubre de 2006   | Kitt Peak            | Spacewatch        |
| 371502 | 2006 UK41              | 16 d'octubre de 2006   | Kitt Peak            | Spacewatch        |
| 371503 | 2006 UP45              | 16 d'octubre de 2006   | Kitt Peak            | Spacewatch        |
| 371504 | 2006 UE46              | 16 d'octubre de 2006   | Kitt Peak            | Spacewatch        |
| 371505 | 2006 UN63              | 21 d'octubre de 2006   | 7300                 | W. K. Y. Yeung    |
| 371506 | 2006 UT68              | 16 d'octubre de 2006   | Catalina             | CSS               |
| 371507 | 2006 UL70              | 16 d'octubre de 2006   | Kitt Peak            | Spacewatch        |
| 371508 | 2006 UQ74              | 17 d'octubre de 2006   | Kitt Peak            | Spacewatch        |
| 371509 | 2006 UV74              | 17 d'octubre de 2006   | Kitt Peak            | Spacewatch        |
| 371510 | 2006 UX74              | 25 de setembre de 2006 | Kitt Peak            | Spacewatch        |
| 371511 | 2006 UU75              | 17 d'octubre de 2006   | Mount Lemmon         | Mt. Lemmon Survey |
| 371512 | 2006 UY77              | 17 d'octubre de 2006   | Kitt Peak            | Spacewatch        |
| 371513 | 2006 UP82              | 17 d'octubre de 2006   | Kitt Peak            | Spacewatch        |
| 371514 | 2006 UO88              | 17 d'octubre de 2006   | Kitt Peak            | Spacewatch        |
| 371515 | 2006 UF94              | 2 d'octubre de 2006    | Mount Lemmon         | Mt. Lemmon Survey |
| 371516 | 2006 UM123             | 19 d'octubre de 2006   | Palomar              | NEAT              |
| 371517 | 2006 UK144             | 19 d'octubre de 2006   | Kitt Peak            | Spacewatch        |
| 371518 | 2006 UN155             | 17 de setembre de 2006 | Kitt Peak            | Spacewatch        |
| 371519 | 2006 UQ166             | 21 d'octubre de 2006   | Mount Lemmon         | Mt. Lemmon Survey |
| 371520 | 2006 UY169             | 21 d'octubre de 2006   | Mount Lemmon         | Mt. Lemmon Survey |
| 371521 | 2006 UK178             | 16 d'octubre de 2006   | Catalina             | CSS               |
| 371522 | 2006 UG185             | 27 d'octubre de 2006   | Mount Lemmon         | Mt. Lemmon Survey |
| 371523 | 2006 UJ191             | 19 d'octubre de 2006   | Catalina             | CSS               |
| 371524 | 2006 UX196             | 20 d'octubre de 2006   | Kitt Peak            | Spacewatch        |
| 371525 | 2006 UR198             | 20 d'octubre de 2006   | Kitt Peak            | Spacewatch        |
| 371526 | 2006 UV213             | 23 d'octubre de 2006   | Kitt Peak            | Spacewatch        |
| 371527 | 2006 UB216             | 28 d'octubre de 2006   | Calvin-Rehoboth      | L. A. Molnar      |
| 371528 | 2006 UC220             | 16 d'octubre de 2006   | Catalina             | CSS               |
| 371529 | 2006 UQ221             | 17 d'octubre de 2006   | Kitt Peak            | Spacewatch        |
| 371530 | 2006 UZ224             | 29 de febrer de 2004   | Kitt Peak            | Spacewatch        |
| 371531 | 2006 UC225             | 19 d'octubre de 2006   | Catalina             | CSS               |
| 371532 | 2006 UY234             | 22 d'octubre de 2006   | Mount Lemmon         | Mt. Lemmon Survey |
| 371533 | 2006 UM240             | 23 d'octubre de 2006   | Kitt Peak            | Spacewatch        |
| 371534 | 2006 UB247             | 26 de setembre de 2006 | Mount Lemmon         | Mt. Lemmon Survey |
| 371535 | 2006 UC250             | 27 d'octubre de 2006   | Mount Lemmon         | Mt. Lemmon Survey |
| 371536 | 2006 UZ265             | 27 d'octubre de 2006   | Catalina             | CSS               |
| 371537 | 2006 UF266             | 4 d'octubre de 2006    | Mount Lemmon         | Mt. Lemmon Survey |
| 371538 | 2006 UD274             | 27 d'octubre de 2006   | Kitt Peak            | Spacewatch        |
| 371539 | 2006 UR274             | 28 d'octubre de 2006   | Kitt Peak            | Spacewatch        |
| 371540 | 2006 UZ285             | 28 d'octubre de 2006   | Kitt Peak            | Spacewatch        |
| 371541 | 2006 UB290             | 31 d'octubre de 2006   | Kitt Peak            | Spacewatch        |
| 371542 | 2006 UK291             | 30 d'octubre de 2006   | Catalina             | CSS               |
| 371543 | 2006 UV291             | 24 d'octubre de 2006   | Cordell-Lorenz       | Cordell-Lorenz    |
| 371544 | 2006 UT302             | 14 de setembre de 2006 | Catalina             | CSS               |
| 371545 | 2006 UK304             | 19 d'octubre de 2006   | Kitt Peak            | M. W. Buie        |
| 371546 | 2006 UL331             | 19 d'octubre de 2006   | Catalina             | CSS               |
| 371547 | 2006 UO337             | 16 d'octubre de 2006   | Kitt Peak            | Spacewatch        |
| 371548 | 2006 UY349             | 26 d'octubre de 2006   | Mauna Kea            | P. A. Wiegert     |
| 371549 | 2006 VF2               | 2 de novembre de 2006  | Mount Lemmon         | Mt. Lemmon Survey |
| 371550 | 2006 VC10              | 11 de novembre de 2006 | Mount Lemmon         | Mt. Lemmon Survey |
| 371551 | 2006 VC16              | 9 de novembre de 2006  | Kitt Peak            | Spacewatch        |
| 371552 | 2006 VT16              | 9 de novembre de 2006  | Kitt Peak            | Spacewatch        |
| 371553 | 2006 VP25              | 10 de novembre de 2006 | Kitt Peak            | Spacewatch        |
| 371554 | 2006 VL29              | 10 de novembre de 2006 | Kitt Peak            | Spacewatch        |
| 371555 | 2006 VX29              | 10 de novembre de 2006 | Kitt Peak            | Spacewatch        |
| 371556 | 2006 VK30              | 10 de novembre de 2006 | Kitt Peak            | Spacewatch        |
| 371557 | 2006 VO30              | 10 de novembre de 2006 | Kitt Peak            | Spacewatch        |
| 371558 | 2006 VQ30              | 10 de novembre de 2006 | Kitt Peak            | Spacewatch        |
| 371559 | 2006 VV38              | 12 de novembre de 2006 | Mount Lemmon         | Mt. Lemmon Survey |
| 371560 | 2006 VK52              | 11 de novembre de 2006 | Kitt Peak            | Spacewatch        |
| 371561 | 2006 VK57              | 11 de novembre de 2006 | Kitt Peak            | Spacewatch        |
| 371562 | 2006 VF58              | 11 de novembre de 2006 | Kitt Peak            | Spacewatch        |
| 371563 | 2006 VF64              | 11 de novembre de 2006 | Kitt Peak            | Spacewatch        |
| 371564 | 2006 VL66              | 11 de novembre de 2006 | Catalina             | CSS               |
| 371565 | 2006 VO68              | 11 de novembre de 2006 | Catalina             | CSS               |
| 371566 | 2006 VX70              | 11 de novembre de 2006 | Kitt Peak            | Spacewatch        |
| 371567 | 2006 VE72              | 11 de novembre de 2006 | Mount Lemmon         | Mt. Lemmon Survey |
| 371568 | 2006 VC95              | 15 de novembre de 2006 | Ottmarsheim          | C. Rinner         |
| 371569 | 2006 VE98              | 22 d'octubre de 2006   | Mount Lemmon         | Mt. Lemmon Survey |
| 371570 | 2006 VF104             | 13 de novembre de 2006 | Palomar              | NEAT              |
| 371571 | 2006 VR104             | 13 de novembre de 2006 | Catalina             | CSS               |
| 371572 | 2006 VH107             | 13 de novembre de 2006 | Kitt Peak            | Spacewatch        |
| 371573 | 2006 VF115             | 14 de novembre de 2006 | Kitt Peak            | Spacewatch        |
| 371574 | 2006 VR130             | 15 de novembre de 2006 | Kitt Peak            | Spacewatch        |
| 371575 | 2006 VS130             | 15 de novembre de 2006 | Kitt Peak            | Spacewatch        |
| 371576 | 2006 VJ133             | 15 de novembre de 2006 | Kitt Peak            | Spacewatch        |
| 371577 | 2006 VY140             | 15 de novembre de 2006 | Kitt Peak            | Spacewatch        |
| 371578 | 2006 VU142             | 14 de novembre de 2006 | Kitt Peak            | Spacewatch        |
| 371579 | 2006 VF143             | 14 de novembre de 2006 | Kitt Peak            | Spacewatch        |
| 371580 | 2006 VM151             | 25 de setembre de 2006 | Mount Lemmon         | Mt. Lemmon Survey |
| 371581 | 2006 VP154             | 3 d'octubre de 2006    | Mount Lemmon         | Mt. Lemmon Survey |
| 371582 | 2006 VN170             | 15 de novembre de 2006 | Kitt Peak            | Spacewatch        |
| 371583 | 2006 VY172             | 1 de novembre de 2006  | Mount Lemmon         | Mt. Lemmon Survey |
| 371584 | 2006 WH4               | 19 de novembre de 2006 | Kitt Peak            | Spacewatch        |
| 371585 | 2006 WO7               | 16 de novembre de 2006 | Kitt Peak            | Spacewatch        |
| 371586 | 2006 WW24              | 17 de novembre de 2006 | Mount Lemmon         | Mt. Lemmon Survey |
| 371587 | 2006 WD29              | 19 de novembre de 2006 | Kitt Peak            | Spacewatch        |
| 371588 | 2006 WC41              | 16 de novembre de 2006 | Kitt Peak            | Spacewatch        |
| 371589 | 2006 WN42              | 16 de novembre de 2006 | Kitt Peak            | Spacewatch        |
| 371590 | 2006 WB47              | 16 de novembre de 2006 | Kitt Peak            | Spacewatch        |
| 371591 | 2006 WQ49              | 2 de novembre de 2006  | Mount Lemmon         | Mt. Lemmon Survey |
| 371592 | 2006 WH52              | 16 de novembre de 2006 | Kitt Peak            | Spacewatch        |
| 371593 | 2006 WB90              | 18 de novembre de 2006 | Kitt Peak            | Spacewatch        |
| 371594 | 2006 WQ98              | 19 de novembre de 2006 | Kitt Peak            | Spacewatch        |
| 371595 | 2006 WA101             | 19 de novembre de 2006 | Socorro              | LINEAR            |
| 371596 | 2006 WL110             | 11 de novembre de 2006 | Kitt Peak            | Spacewatch        |
| 371597 | 2006 WE118             | 11 de novembre de 2006 | Kitt Peak            | Spacewatch        |
| 371598 | 2006 WF125             | 22 de novembre de 2006 | Kitt Peak            | Spacewatch        |
| 371599 | 2006 WG125             | 22 de novembre de 2006 | Socorro              | LINEAR            |
| 371600 | 2006 WK143             | 23 d'octubre de 2006   | Mount Lemmon         | Mt. Lemmon Survey |

## 371601-371700
| Nom    | Designació provisional | Data de descobriment   | Lloc de descobriment | Descobridor/s     |
| ------ | ---------------------- | ---------------------- | -------------------- | ----------------- |
| 371601 | 2006 WB146             | 20 de novembre de 2006 | Kitt Peak            | Spacewatch        |
| 371602 | 2006 WO146             | 28 d'octubre de 2006   | Mount Lemmon         | Mt. Lemmon Survey |
| 371603 | 2006 WQ146             | 20 de novembre de 2006 | Kitt Peak            | Spacewatch        |
| 371604 | 2006 WY152             | 23 d'octubre de 2006   | Mount Lemmon         | Mt. Lemmon Survey |
| 371605 | 2006 WZ161             | 23 de novembre de 2006 | Kitt Peak            | Spacewatch        |
| 371606 | 2006 WW174             | 23 de novembre de 2006 | Kitt Peak            | Spacewatch        |
| 371607 | 2006 WA182             | 24 de novembre de 2006 | Mount Lemmon         | Mt. Lemmon Survey |
| 371608 | 2006 XD6               | 8 de desembre de 2006  | Palomar              | NEAT              |
| 371609 | 2006 XQ9               | 9 de desembre de 2006  | Kitt Peak            | Spacewatch        |
| 371610 | 2006 XC13              | 10 de desembre de 2006 | Kitt Peak            | Spacewatch        |
| 371611 | 2006 XN19              | 11 de desembre de 2006 | Kitt Peak            | Spacewatch        |
| 371612 | 2006 XL26              | 12 de desembre de 2006 | Catalina             | CSS               |
| 371613 | 2006 XC40              | 12 de desembre de 2006 | Mount Lemmon         | Mt. Lemmon Survey |
| 371614 | 2006 XG41              | 12 de desembre de 2006 | Mount Lemmon         | Mt. Lemmon Survey |
| 371615 | 2006 XW41              | 14 de novembre de 2006 | Mount Lemmon         | Mt. Lemmon Survey |
| 371616 | 2006 XS57              | 14 de desembre de 2006 | Mount Lemmon         | Mt. Lemmon Survey |
| 371617 | 2006 XP60              | 14 de desembre de 2006 | Kitt Peak            | Spacewatch        |
| 371618 | 2006 XY62              | 15 de desembre de 2006 | Mount Lemmon         | Mt. Lemmon Survey |
| 371619 | 2006 XU70              | 13 de desembre de 2006 | Mount Lemmon         | Mt. Lemmon Survey |
| 371620 | 2006 YB18              | 22 de desembre de 2006 | Socorro              | LINEAR            |
| 371621 | 2006 YL29              | 21 de desembre de 2006 | Kitt Peak            | Spacewatch        |
| 371622 | 2006 YA30              | 21 de desembre de 2006 | Kitt Peak            | Spacewatch        |
| 371623 | 2006 YQ34              | 21 de desembre de 2006 | Kitt Peak            | Spacewatch        |
| 371624 | 2006 YB36              | 21 de desembre de 2006 | Kitt Peak            | Spacewatch        |
| 371625 | 2006 YB41              | 22 de desembre de 2006 | Kitt Peak            | Spacewatch        |
| 371626 | 2006 YM50              | 21 de desembre de 2006 | Kitt Peak            | M. W. Buie        |
| 371627 | 2007 AP7               | 9 de gener de 2007     | Mount Lemmon         | Mt. Lemmon Survey |
| 371628 | 2007 AF8               | 10 de gener de 2007    | Nyukasa              | Nyukasa           |
| 371629 | 2007 AQ8               | 18 de novembre de 2006 | Mount Lemmon         | Mt. Lemmon Survey |
| 371630 | 2007 AK10              | 9 de gener de 2007     | Kitt Peak            | Spacewatch        |
| 371631 | 2007 AB15              | 10 de gener de 2007    | Mount Lemmon         | Mt. Lemmon Survey |
| 371632 | 2007 AE15              | 10 de gener de 2007    | Mount Lemmon         | Mt. Lemmon Survey |
| 371633 | 2007 AY18              | 13 de gener de 2007    | Socorro              | LINEAR            |
| 371634 | 2007 AJ19              | 15 de gener de 2007    | Anderson Mesa        | LONEOS            |
| 371635 | 2007 BC2               | 16 de gener de 2007    | Catalina             | CSS               |
| 371636 | 2007 BL6               | 17 de gener de 2007    | Palomar              | NEAT              |
| 371637 | 2007 BG8               | 24 de gener de 2007    | Mount Lemmon         | Mt. Lemmon Survey |
| 371638 | 2007 BR10              | 17 de gener de 2007    | Kitt Peak            | Spacewatch        |
| 371639 | 2007 BW17              | 8 de gener de 2007     | Kitt Peak            | Spacewatch        |
| 371640 | 2007 BW20              | 18 de gener de 2007    | Palomar              | NEAT              |
| 371641 | 2007 BZ26              | 24 de gener de 2007    | Catalina             | CSS               |
| 371642 | 2007 BM27              | 24 de gener de 2007    | Catalina             | CSS               |
| 371643 | 2007 BL34              | 24 de gener de 2007    | Mount Lemmon         | Mt. Lemmon Survey |
| 371644 | 2007 BX42              | 24 de gener de 2007    | Mount Lemmon         | Mt. Lemmon Survey |
| 371645 | 2007 BL45              | 27 de setembre de 1994 | Kitt Peak            | Spacewatch        |
| 371646 | 2007 BS54              | 24 de gener de 2007    | Socorro              | LINEAR            |
| 371647 | 2007 BS55              | 24 de gener de 2007    | Socorro              | LINEAR            |
| 371648 | 2007 BT63              | 10 de gener de 2007    | Mount Lemmon         | Mt. Lemmon Survey |
| 371649 | 2007 BT64              | 27 de gener de 2007    | Mount Lemmon         | Mt. Lemmon Survey |
| 371650 | 2007 BH67              | 27 de gener de 2007    | Mount Lemmon         | Mt. Lemmon Survey |
| 371651 | 2007 BW74              | 27 de gener de 2007    | Kitt Peak            | Spacewatch        |
| 371652 | 2007 BV75              | 26 de gener de 2007    | Kitt Peak            | Spacewatch        |
| 371653 | 2007 BZ77              | 27 de gener de 2007    | Mount Lemmon         | Mt. Lemmon Survey |
| 371654 | 2007 BK92              | 19 de gener de 2007    | Mauna Kea            | Mauna Kea         |
| 371655 | 2007 BX99              | 17 de gener de 2007    | Kitt Peak            | Spacewatch        |
| 371656 | 2007 CH1               | 6 de febrer de 2007    | Kitt Peak            | Spacewatch        |
| 371657 | 2007 CZ1               | 6 de febrer de 2007    | Kitt Peak            | Spacewatch        |
| 371658 | 2007 CA2               | 17 de gener de 2007    | Mount Lemmon         | Mt. Lemmon Survey |
| 371659 | 2007 CG3               | 24 de gener de 2007    | Catalina             | CSS               |
| 371660 | 2007 CN26              | 10 de febrer de 2007   | Mount Lemmon         | Mt. Lemmon Survey |
| 371661 | 2007 CZ34              | 6 de febrer de 2007    | Palomar              | NEAT              |
| 371662 | 2007 CA37              | 6 de febrer de 2007    | Mount Lemmon         | Mt. Lemmon Survey |
| 371663 | 2007 CD40              | 10 de gener de 2007    | Mount Lemmon         | Mt. Lemmon Survey |
| 371664 | 2007 CP41              | 7 de febrer de 2007    | Kitt Peak            | Spacewatch        |
| 371665 | 2007 CL47              | 9 de febrer de 2007    | Kitt Peak            | Spacewatch        |
| 371666 | 2007 CX49              | 10 de febrer de 2007   | Mount Lemmon         | Mt. Lemmon Survey |
| 371667 | 2007 CH51              | 7 de febrer de 2007    | Catalina             | CSS               |
| 371668 | 2007 CO52              | 10 de febrer de 2007   | Catalina             | CSS               |
| 371669 | 2007 CC56              | 13 de febrer de 2007   | Socorro              | LINEAR            |
| 371670 | 2007 CS57              | 21 de novembre de 2006 | Mount Lemmon         | Mt. Lemmon Survey |
| 371671 | 2007 CY59              | 10 de febrer de 2007   | Catalina             | CSS               |
| 371672 | 2007 CS63              | 15 de febrer de 2007   | Catalina             | CSS               |
| 371673 | 2007 DY10              | 17 de febrer de 2007   | Kitt Peak            | Spacewatch        |
| 371674 | 2007 DR11              | 16 de febrer de 2007   | Palomar              | NEAT              |
| 371675 | 2007 DV11              | 16 de febrer de 2007   | Mount Lemmon         | Mt. Lemmon Survey |
| 371676 | 2007 DU12              | 16 de febrer de 2007   | Palomar              | NEAT              |
| 371677 | 2007 DC13              | 16 de febrer de 2007   | Palomar              | NEAT              |
| 371678 | 2007 DO13              | 24 de gener de 2007    | Socorro              | LINEAR            |
| 371679 | 2007 DF15              | 17 de febrer de 2007   | Kitt Peak            | Spacewatch        |
| 371680 | 2007 DG29              | 17 de febrer de 2007   | Palomar              | NEAT              |
| 371681 | 2007 DN29              | 27 de gener de 2007    | Mount Lemmon         | Mt. Lemmon Survey |
| 371682 | 2007 DE30              | 17 de febrer de 2007   | Kitt Peak            | Spacewatch        |
| 371683 | 2007 DP33              | 17 de febrer de 2007   | Kitt Peak            | Spacewatch        |
| 371684 | 2007 DT36              | 17 de febrer de 2007   | Kitt Peak            | Spacewatch        |
| 371685 | 2007 DK38              | 17 de febrer de 2007   | Kitt Peak            | Spacewatch        |
| 371686 | 2007 DB42              | 16 de febrer de 2007   | Catalina             | CSS               |
| 371687 | 2007 DF53              | 19 de febrer de 2007   | Mount Lemmon         | Mt. Lemmon Survey |
| 371688 | 2007 DQ56              | 21 de febrer de 2007   | Mount Lemmon         | Mt. Lemmon Survey |
| 371689 | 2007 DT57              | 21 de febrer de 2007   | Mount Lemmon         | Mt. Lemmon Survey |
| 371690 | 2007 DV57              | 21 de febrer de 2007   | Mount Lemmon         | Mt. Lemmon Survey |
| 371691 | 2007 DD59              | 22 de febrer de 2007   | Kitt Peak            | Spacewatch        |
| 371692 | 2007 DZ59              | 13 de febrer de 2007   | Socorro              | LINEAR            |
| 371693 | 2007 DU68              | 21 de febrer de 2007   | Kitt Peak            | Spacewatch        |
| 371694 | 2007 DM85              | 21 de febrer de 2007   | Socorro              | LINEAR            |
| 371695 | 2007 DY85              | 28 de gener de 2007    | Mount Lemmon         | Mt. Lemmon Survey |
| 371696 | 2007 DJ90              | 23 de febrer de 2007   | Kitt Peak            | Spacewatch        |
| 371697 | 2007 DC109             | 25 de febrer de 2007   | Mount Lemmon         | Mt. Lemmon Survey |
| 371698 | 2007 DD110             | 16 de febrer de 2007   | Mount Lemmon         | Mt. Lemmon Survey |
| 371699 | 2007 DL110             | 17 de febrer de 2007   | Mount Lemmon         | Mt. Lemmon Survey |
| 371700 | 2007 EZ4               | 9 de març de 2007      | Palomar              | NEAT              |

## 371701-371800
| Nom    | Designació provisional | Data de descobriment   | Lloc de descobriment | Descobridor/s          |
| ------ | ---------------------- | ---------------------- | -------------------- | ---------------------- |
| 371701 | 2007 ER6               | 21 de febrer de 2007   | Mount Lemmon         | Mt. Lemmon Survey      |
| 371702 | 2007 EP15              | 9 de març de 2007      | Kitt Peak            | Spacewatch             |
| 371703 | 2007 EW20              | 10 de març de 2007     | Kitt Peak            | Spacewatch             |
| 371704 | 2007 EC21              | 10 de març de 2007     | Kitt Peak            | Spacewatch             |
| 371705 | 2007 EW27              | 9 de març de 2007      | Catalina             | CSS                    |
| 371706 | 2007 EK28              | 9 de març de 2007      | Palomar              | NEAT                   |
| 371707 | 2007 EK34              | 27 de desembre de 2006 | Mount Lemmon         | Mt. Lemmon Survey      |
| 371708 | 2007 EE39              | 17 de febrer de 2007   | Socorro              | LINEAR                 |
| 371709 | 2007 EF41              | 9 de març de 2007      | Palomar              | NEAT                   |
| 371710 | 2007 EO43              | 9 de març de 2007      | Kitt Peak            | Spacewatch             |
| 371711 | 2007 EE45              | 9 de març de 2007      | Kitt Peak            | Spacewatch             |
| 371712 | 2007 EQ45              | 9 de març de 2007      | Kitt Peak            | Spacewatch             |
| 371713 | 2007 EJ46              | 9 de març de 2007      | Mount Lemmon         | Mt. Lemmon Survey      |
| 371714 | 2007 EZ48              | 9 de març de 2007      | Kitt Peak            | Spacewatch             |
| 371715 | 2007 EY55              | 12 de març de 2007     | Mount Lemmon         | Mt. Lemmon Survey      |
| 371716 | 2007 EL57              | 17 de febrer de 2007   | Kitt Peak            | Spacewatch             |
| 371717 | 2007 EE63              | 17 de febrer de 2007   | Kitt Peak            | Spacewatch             |
| 371718 | 2007 ED69              | 10 de març de 2007     | Kitt Peak            | Spacewatch             |
| 371719 | 2007 ET74              | 10 de març de 2007     | Kitt Peak            | Spacewatch             |
| 371720 | 2007 EU78              | 17 de febrer de 2007   | Catalina             | CSS                    |
| 371721 | 2007 EA84              | 12 de març de 2007     | Mount Lemmon         | Mt. Lemmon Survey      |
| 371722 | 2007 ED84              | 12 de març de 2007     | Mount Lemmon         | Mt. Lemmon Survey      |
| 371723 | 2007 EY85              | 12 de març de 2007     | Mount Lemmon         | Mt. Lemmon Survey      |
| 371724 | 2007 EZ85              | 12 de març de 2007     | Mount Lemmon         | Mt. Lemmon Survey      |
| 371725 | 2007 EZ87              | 13 de març de 2007     | Saint-Sulpice        | B. Christophe          |
| 371726 | 2007 EU99              | 11 de març de 2007     | Kitt Peak            | Spacewatch             |
| 371727 | 2007 EG101             | 11 de març de 2007     | Kitt Peak            | Spacewatch             |
| 371728 | 2007 EB105             | 11 de març de 2007     | Mount Lemmon         | Mt. Lemmon Survey      |
| 371729 | 2007 EN106             | 11 de març de 2007     | Anderson Mesa        | LONEOS                 |
| 371730 | 2007 EU126             | 9 de març de 2007      | Mount Lemmon         | Mt. Lemmon Survey      |
| 371731 | 2007 EN127             | 9 de març de 2007      | Mount Lemmon         | Mt. Lemmon Survey      |
| 371732 | 2007 EZ130             | 9 de març de 2007      | Mount Lemmon         | Mt. Lemmon Survey      |
| 371733 | 2007 EE137             | 9 de febrer de 2007    | Kitt Peak            | Spacewatch             |
| 371734 | 2007 EQ139             | 12 de març de 2007     | Kitt Peak            | Spacewatch             |
| 371735 | 2007 EM149             | 12 de març de 2007     | Mount Lemmon         | Mt. Lemmon Survey      |
| 371736 | 2007 EJ150             | 12 de març de 2007     | Mount Lemmon         | Mt. Lemmon Survey      |
| 371737 | 2007 EO156             | 12 de març de 2007     | Kitt Peak            | Spacewatch             |
| 371738 | 2007 EE157             | 13 de març de 2007     | Kitt Peak            | Spacewatch             |
| 371739 | 2007 ET166             | 11 de març de 2007     | Mount Lemmon         | Mt. Lemmon Survey      |
| 371740 | 2007 EL171             | 13 de març de 2007     | Crni Vrh             | Crni Vrh               |
| 371741 | 2007 ET171             | 11 de març de 2007     | Kitt Peak            | Spacewatch             |
| 371742 | 2007 EQ190             | 23 de febrer de 2007   | Kitt Peak            | Spacewatch             |
| 371743 | 2007 EL192             | 14 de març de 2007     | Kitt Peak            | Spacewatch             |
| 371744 | 2007 EG195             | 15 de març de 2007     | Kitt Peak            | Spacewatch             |
| 371745 | 2007 EZ203             | 10 de març de 2007     | Mount Lemmon         | Mt. Lemmon Survey      |
| 371746 | 2007 EH217             | 10 de març de 2007     | Mount Lemmon         | Mt. Lemmon Survey      |
| 371747 | 2007 EU217             | 13 de març de 2007     | Kitt Peak            | Spacewatch             |
| 371748 | 2007 EQ218             | 10 de març de 2007     | Palomar              | NEAT                   |
| 371749 | 2007 EY218             | 12 de març de 2007     | Catalina             | CSS                    |
| 371750 | 2007 EM223             | 14 de març de 2007     | Mount Lemmon         | Mt. Lemmon Survey      |
| 371751 | 2007 FX1               | 18 de març de 2007     | Pla D'Arguines       | R. Ferrando            |
| 371752 | 2007 FZ16              | 20 de març de 2007     | Mount Lemmon         | Mt. Lemmon Survey      |
| 371753 | 2007 FU21              | 22 de febrer de 2007   | Kitt Peak            | Spacewatch             |
| 371754 | 2007 FZ24              | 20 de març de 2007     | Kitt Peak            | Spacewatch             |
| 371755 | 2007 FL26              | 20 de març de 2007     | Kitt Peak            | Spacewatch             |
| 371756 | 2007 FM34              | 25 de març de 2007     | Altschwendt          | W. Ries                |
| 371757 | 2007 FK37              | 26 de març de 2007     | Mount Lemmon         | Mt. Lemmon Survey      |
| 371758 | 2007 FQ40              | 20 de març de 2007     | Mount Lemmon         | Mt. Lemmon Survey      |
| 371759 | 2007 FH47              | 26 de març de 2007     | Mount Lemmon         | Mt. Lemmon Survey      |
| 371760 | 2007 GB14              | 11 d'abril de 2007     | Kitt Peak            | Spacewatch             |
| 371761 | 2007 GU25              | 14 d'abril de 2007     | Kitt Peak            | Spacewatch             |
| 371762 | 2007 GU26              | 14 d'abril de 2007     | Kitt Peak            | Spacewatch             |
| 371763 | 2007 GM33              | 11 d'abril de 2007     | Mount Lemmon         | Mt. Lemmon Survey      |
| 371764 | 2007 GC49              | 14 d'abril de 2007     | Kitt Peak            | Spacewatch             |
| 371765 | 2007 GH51              | 7 d'abril de 2007      | Catalina             | CSS                    |
| 371766 | 2007 GQ53              | 22 de setembre de 2004 | Kitt Peak            | Spacewatch             |
| 371767 | 2007 GE61              | 15 d'abril de 2007     | Kitt Peak            | Spacewatch             |
| 371768 | 2007 GH62              | 15 d'abril de 2007     | Kitt Peak            | Spacewatch             |
| 371769 | 2007 HD3               | 16 d'abril de 2007     | Mount Lemmon         | Mt. Lemmon Survey      |
| 371770 | 2007 HA10              | 18 d'abril de 2007     | Mount Lemmon         | Mt. Lemmon Survey      |
| 371771 | 2007 HF18              | 18 de març de 2007     | Kitt Peak            | Spacewatch             |
| 371772 | 2007 HE20              | 14 d'abril de 2007     | Kitt Peak            | Spacewatch             |
| 371773 | 2007 HA24              | 18 d'abril de 2007     | Kitt Peak            | Spacewatch             |
| 371774 | 2007 HH34              | 15 d'abril de 2007     | Kitt Peak            | Spacewatch             |
| 371775 | 2007 HN36              | 19 d'abril de 2007     | Kitt Peak            | Spacewatch             |
| 371776 | 2007 HM38              | 20 d'abril de 2007     | Mount Lemmon         | Mt. Lemmon Survey      |
| 371777 | 2007 HL44              | 24 d'abril de 2007     | Tiki                 | S. F. Hoenig, N. Teamo |
| 371778 | 2007 HU70              | 19 d'abril de 2007     | Kitt Peak            | Spacewatch             |
| 371779 | 2007 HH76              | 22 d'abril de 2007     | Kitt Peak            | Spacewatch             |
| 371780 | 2007 JV6               | 19 d'abril de 2007     | Kitt Peak            | Spacewatch             |
| 371781 | 2007 JB15              | 10 de maig de 2007     | Mount Lemmon         | Mt. Lemmon Survey      |
| 371782 | 2007 KN5               | 24 de maig de 2007     | Mount Lemmon         | Mt. Lemmon Survey      |
| 371783 | 2007 LK5               | 9 de juny de 2007      | Kitt Peak            | Spacewatch             |
| 371784 | 2007 LZ28              | 15 de juny de 2007     | Kitt Peak            | Spacewatch             |
| 371785 | 2007 LQ35              | 25 d'abril de 2007     | Mount Lemmon         | Mt. Lemmon Survey      |
| 371786 | 2007 MO4               | 17 de juny de 2007     | Kitt Peak            | Spacewatch             |
| 371787 | 2007 MM16              | 22 de juny de 2007     | Kitt Peak            | Spacewatch             |
| 371788 | 2007 NS                | 9 de juliol de 2007    | Eskridge             | G. Hug                 |
| 371789 | 2007 OE3               | 21 de juliol de 2007   | Wrightwood           | J. W. Young            |
| 371790 | 2007 ON3               | 21 de juliol de 2007   | Tiki                 | S. F. Hoenig, N. Teamo |
| 371791 | 2007 OC6               | 22 de juliol de 2007   | Lulin                | LUSS                   |
| 371792 | 2007 PP1               | 5 d'agost de 2007      | Crni Vrh             | Crni Vrh               |
| 371793 | 2007 PG12              | 10 d'agost de 2007     | Tiki                 | S. F. Hoenig, N. Teamo |
| 371794 | 2007 PY13              | 8 d'agost de 2007      | Socorro              | LINEAR                 |
| 371795 | 2007 PS35              | 11 d'agost de 2007     | Socorro              | LINEAR                 |
| 371796 | 2007 QE12              | 16 d'agost de 2007     | Socorro              | LINEAR                 |
| 371797 | 2007 QQ12              | 21 d'agost de 2007     | Siding Spring        | Siding Spring Survey   |
| 371798 | 2007 RD4               | 3 de setembre de 2007  | Catalina             | CSS                    |
| 371799 | 2007 RB16              | 12 de setembre de 2007 | Gaisberg             | R. Gierlinger          |
| 371800 | 2007 RN22              | 3 de setembre de 2007  | Catalina             | CSS                    |

## 371801-371900
| Nom    | Designació provisional | Data de descobriment   | Lloc de descobriment | Descobridor/s          |
| ------ | ---------------------- | ---------------------- | -------------------- | ---------------------- |
| 371801 | 2007 RE36              | 8 de setembre de 2007  | Anderson Mesa        | LONEOS                 |
| 371802 | 2007 RJ51              | 9 de setembre de 2007  | Kitt Peak            | Spacewatch             |
| 371803 | 2007 RR57              | 9 de setembre de 2007  | Kitt Peak            | Spacewatch             |
| 371804 | 2007 RS68              | 10 de setembre de 2007 | Kitt Peak            | Spacewatch             |
| 371805 | 2007 RW149             | 12 de setembre de 2007 | Siding Spring        | Siding Spring Survey   |
| 371806 | 2007 RQ162             | 10 de setembre de 2007 | Kitt Peak            | Spacewatch             |
| 371807 | 2007 RE190             | 11 de setembre de 2007 | Catalina             | CSS                    |
| 371808 | 2007 RD289             | 10 de setembre de 2007 | Mount Lemmon         | Mt. Lemmon Survey      |
| 371809 | 2007 RG308             | 11 de setembre de 2007 | Kitt Peak            | Spacewatch             |
| 371810 | 2007 RR308             | 24 d'agost de 2007     | Kitt Peak            | Spacewatch             |
| 371811 | 2007 TZ36              | 4 d'octubre de 2007    | Mount Lemmon         | Mt. Lemmon Survey      |
| 371812 | 2007 TA60              | 5 d'octubre de 2007    | Kitt Peak            | Spacewatch             |
| 371813 | 2007 TQ62              | 7 d'octubre de 2007    | Mount Lemmon         | Mt. Lemmon Survey      |
| 371814 | 2007 TD65              | 7 d'octubre de 2007    | Mount Lemmon         | Mt. Lemmon Survey      |
| 371815 | 2007 TQ144             | 6 d'octubre de 2007    | Socorro              | LINEAR                 |
| 371816 | 2007 TD232             | 8 d'octubre de 2007    | Kitt Peak            | Spacewatch             |
| 371817 | 2007 TV337             | 13 d'octubre de 2007   | Catalina             | CSS                    |
| 371818 | 2007 TY349             | 16 d'agost de 2007     | XuYi                 | PMO NEO Survey Program |
| 371819 | 2007 TN356             | 9 de setembre de 2007  | Kitt Peak            | Spacewatch             |
| 371820 | 2007 UW                | 16 d'octubre de 2007   | Mount Lemmon         | Mt. Lemmon Survey      |
| 371821 | 2007 UJ12              | 19 d'octubre de 2007   | Mount Lemmon         | Mt. Lemmon Survey      |
| 371822 | 2007 UD43              | 6 de maig de 2006      | Mount Lemmon         | Mt. Lemmon Survey      |
| 371823 | 2007 UY49              | 24 d'octubre de 2007   | Mount Lemmon         | Mt. Lemmon Survey      |
| 371824 | 2007 UJ108             | 11 d'octubre de 2007   | Kitt Peak            | Spacewatch             |
| 371825 | 2007 UO132             | 20 d'octubre de 2007   | Mount Lemmon         | Mt. Lemmon Survey      |
| 371826 | 2007 US132             | 20 d'octubre de 2007   | Mount Lemmon         | Mt. Lemmon Survey      |
| 371827 | 2007 UZ132             | 20 d'octubre de 2007   | Mount Lemmon         | Mt. Lemmon Survey      |
| 371828 | 2007 VC5               | 3 de novembre de 2007  | Dauban               | Chante-Perdrix         |
| 371829 | 2007 VF6               | 3 de novembre de 2007  | Mount Lemmon         | Mt. Lemmon Survey      |
| 371830 | 2007 VS62              | 1 de novembre de 2007  | Kitt Peak            | Spacewatch             |
| 371831 | 2007 VD98              | 1 de novembre de 2007  | Kitt Peak            | Spacewatch             |
| 371832 | 2007 VJ230             | 7 de novembre de 2007  | Kitt Peak            | Spacewatch             |
| 371833 | 2007 VU235             | 11 de novembre de 2007 | Mount Lemmon         | Mt. Lemmon Survey      |
| 371834 | 2007 VR245             | 8 de novembre de 2007  | Catalina             | CSS                    |
| 371835 | 2007 VW314             | 2 de novembre de 2007  | Kitt Peak            | Spacewatch             |
| 371836 | 2007 VE317             | 11 de novembre de 2007 | Mount Lemmon         | Mt. Lemmon Survey      |
| 371837 | 2007 VM318             | 7 de novembre de 2007  | Kitt Peak            | Spacewatch             |
| 371838 | 2007 VW324             | 8 de novembre de 2007  | Kitt Peak            | Spacewatch             |
| 371839 | 2007 VU334             | 14 de novembre de 2007 | Kitt Peak            | Spacewatch             |
| 371840 | 2007 VE335             | 14 de novembre de 2007 | Kitt Peak            | Spacewatch             |
| 371841 | 2007 WK27              | 3 de novembre de 2007  | Kitt Peak            | Spacewatch             |
| 371842 | 2007 WH58              | 18 de novembre de 2007 | Mount Lemmon         | Mt. Lemmon Survey      |
| 371843 | 2007 XX25              | 15 de desembre de 2007 | Dauban               | Chante-Perdrix         |
| 371844 | 2007 XA30              | 15 de desembre de 2007 | Catalina             | CSS                    |
| 371845 | 2007 XC50              | 15 de desembre de 2007 | Kitt Peak            | Spacewatch             |
| 371846 | 2007 YT11              | 17 de desembre de 2007 | Mount Lemmon         | Mt. Lemmon Survey      |
| 371847 | 2007 YQ14              | 17 de desembre de 2007 | Mount Lemmon         | Mt. Lemmon Survey      |
| 371848 | 2007 YU34              | 28 de desembre de 2007 | Kitt Peak            | Spacewatch             |
| 371849 | 2007 YE38              | 30 de desembre de 2007 | Mount Lemmon         | Mt. Lemmon Survey      |
| 371850 | 2007 YV48              | 28 de desembre de 2007 | Kitt Peak            | Spacewatch             |
| 371851 | 2007 YK63              | 31 de desembre de 2007 | Kitt Peak            | Spacewatch             |
| 371852 | 2007 YP74              | 17 de desembre de 2007 | Mount Lemmon         | Mt. Lemmon Survey      |
| 371853 | 2008 AD20              | 10 de gener de 2008    | Catalina             | CSS                    |
| 371854 | 2008 AE20              | 10 de gener de 2008    | Catalina             | CSS                    |
| 371855 | 2008 AA29              | 5 de gener de 2008     | Mayhill              | W. G. Dillon, D. Wells |
| 371856 | 2008 AP64              | 10 de gener de 2008    | Catalina             | CSS                    |
| 371857 | 2008 AE75              | 11 de gener de 2008    | Kitt Peak            | Spacewatch             |
| 371858 | 2008 AQ98              | 1 de gener de 2008     | Kitt Peak            | Spacewatch             |
| 371859 | 2008 AJ111             | 15 de desembre de 2007 | Mount Lemmon         | Mt. Lemmon Survey      |
| 371860 | 2008 BX7               | 19 de desembre de 2007 | Mount Lemmon         | Mt. Lemmon Survey      |
| 371861 | 2008 BN19              | 31 de desembre de 2007 | Kitt Peak            | Spacewatch             |
| 371862 | 2008 BX24              | 30 de gener de 2008    | Kitt Peak            | Spacewatch             |
| 371863 | 2008 BN26              | 31 de desembre de 2007 | Mount Lemmon         | Mt. Lemmon Survey      |
| 371864 | 2008 BZ37              | 31 de gener de 2008    | Mount Lemmon         | Mt. Lemmon Survey      |
| 371865 | 2008 BN47              | 30 de gener de 2008    | Mount Lemmon         | Mt. Lemmon Survey      |
| 371866 | 2008 CQ4               | 2 de febrer de 2008    | Mount Lemmon         | Mt. Lemmon Survey      |
| 371867 | 2008 CO21              | 31 de desembre de 2007 | Kitt Peak            | Spacewatch             |
| 371868 | 2008 CQ21              | 7 de febrer de 2008    | Taunus               | E. Schwab, U. Zimmer   |
| 371869 | 2008 CJ24              | 14 de desembre de 2007 | Mount Lemmon         | Mt. Lemmon Survey      |
| 371870 | 2008 CP24              | 1 de febrer de 2008    | Kitt Peak            | Spacewatch             |
| 371871 | 2008 CQ24              | 1 de febrer de 2008    | Kitt Peak            | Spacewatch             |
| 371872 | 2008 CW24              | 1 de febrer de 2008    | Kitt Peak            | Spacewatch             |
| 371873 | 2008 CZ29              | 19 de gener de 2008    | Kitt Peak            | Spacewatch             |
| 371874 | 2008 CN30              | 2 de febrer de 2008    | Kitt Peak            | Spacewatch             |
| 371875 | 2008 CX33              | 2 de febrer de 2008    | Kitt Peak            | Spacewatch             |
| 371876 | 2008 CU34              | 2 de febrer de 2008    | Kitt Peak            | Spacewatch             |
| 371877 | 2008 CJ35              | 2 de febrer de 2008    | Kitt Peak            | Spacewatch             |
| 371878 | 2008 CF36              | 2 de febrer de 2008    | Kitt Peak            | Spacewatch             |
| 371879 | 2008 CR40              | 2 de febrer de 2008    | Kitt Peak            | Spacewatch             |
| 371880 | 2008 CQ47              | 3 de febrer de 2008    | Kitt Peak            | Spacewatch             |
| 371881 | 2008 CW49              | 6 de febrer de 2008    | Catalina             | CSS                    |
| 371882 | 2008 CR53              | 7 de febrer de 2008    | Mount Lemmon         | Mt. Lemmon Survey      |
| 371883 | 2008 CC54              | 7 de febrer de 2008    | Catalina             | CSS                    |
| 371884 | 2008 CE56              | 12 de gener de 2008    | Kitt Peak            | Spacewatch             |
| 371885 | 2008 CG68              | 2 de febrer de 2008    | Socorro              | LINEAR                 |
| 371886 | 2008 CM68              | 18 de novembre de 2007 | Mount Lemmon         | Mt. Lemmon Survey      |
| 371887 | 2008 CE74              | 31 de desembre de 2007 | Mount Lemmon         | Mt. Lemmon Survey      |
| 371888 | 2008 CY75              | 3 de febrer de 2008    | Kitt Peak            | Spacewatch             |
| 371889 | 2008 CH82              | 7 de febrer de 2008    | Kitt Peak            | Spacewatch             |
| 371890 | 2008 CH87              | 7 de febrer de 2008    | Mount Lemmon         | Mt. Lemmon Survey      |
| 371891 | 2008 CQ87              | 12 d'abril de 1994     | Kitt Peak            | Spacewatch             |
| 371892 | 2008 CL91              | 8 de febrer de 2008    | Kitt Peak            | Spacewatch             |
| 371893 | 2008 CD110             | 9 de febrer de 2008    | Kitt Peak            | Spacewatch             |
| 371894 | 2008 CT122             | 7 de febrer de 2008    | Mount Lemmon         | Mt. Lemmon Survey      |
| 371895 | 2008 CB123             | 7 de febrer de 2008    | Mount Lemmon         | Mt. Lemmon Survey      |
| 371896 | 2008 CF130             | 31 de desembre de 2007 | Mount Lemmon         | Mt. Lemmon Survey      |
| 371897 | 2008 CF133             | 8 de febrer de 2008    | Kitt Peak            | Spacewatch             |
| 371898 | 2008 CR133             | 8 de febrer de 2008    | Kitt Peak            | Spacewatch             |
| 371899 | 2008 CL142             | 10 de gener de 2008    | Mount Lemmon         | Mt. Lemmon Survey      |
| 371900 | 2008 CP142             | 8 de febrer de 2008    | Kitt Peak            | Spacewatch             |

## 371901-372000
| Nom    | Designació provisional | Data de descobriment   | Lloc de descobriment | Descobridor/s     |
| ------ | ---------------------- | ---------------------- | -------------------- | ----------------- |
| 371901 | 2008 CY147             | 9 de febrer de 2008    | Kitt Peak            | Spacewatch        |
| 371902 | 2008 CF150             | 9 de febrer de 2008    | Kitt Peak            | Spacewatch        |
| 371903 | 2008 CM175             | 6 de febrer de 2008    | Socorro              | LINEAR            |
| 371904 | 2008 CG183             | 11 de febrer de 2008   | Mount Lemmon         | Mt. Lemmon Survey |
| 371905 | 2008 CK198             | 12 de febrer de 2008   | Kitt Peak            | Spacewatch        |
| 371906 | 2008 CT201             | 8 de febrer de 2008    | Kitt Peak            | Spacewatch        |
| 371907 | 2008 CC213             | 9 de febrer de 2008    | Mount Lemmon         | Mt. Lemmon Survey |
| 371908 | 2008 DD16              | 27 de febrer de 2008   | Catalina             | CSS               |
| 371909 | 2008 DK22              | 28 de febrer de 2008   | Catalina             | CSS               |
| 371910 | 2008 DO32              | 11 de gener de 2008    | Mount Lemmon         | Mt. Lemmon Survey |
| 371911 | 2008 DB47              | 28 de febrer de 2008   | Kitt Peak            | Spacewatch        |
| 371912 | 2008 DG55              | 26 de febrer de 2008   | Kitt Peak            | Spacewatch        |
| 371913 | 2008 DQ58              | 26 de febrer de 2008   | Kitt Peak            | Spacewatch        |
| 371914 | 2008 DS58              | 26 de febrer de 2008   | Kitt Peak            | Spacewatch        |
| 371915 | 2008 DZ71              | 26 de febrer de 2008   | Kitt Peak            | Spacewatch        |
| 371916 | 2008 DQ72              | 8 de febrer de 2008    | Kitt Peak            | Spacewatch        |
| 371917 | 2008 DW81              | 28 de febrer de 2008   | Kitt Peak            | Spacewatch        |
| 371918 | 2008 DX81              | 28 de febrer de 2008   | Kitt Peak            | Spacewatch        |
| 371919 | 2008 DK83              | 29 de febrer de 2008   | Kitt Peak            | Spacewatch        |
| 371920 | 2008 DN88              | 18 de febrer de 2008   | Mount Lemmon         | Mt. Lemmon Survey |
| 371921 | 2008 EZ                | 1 de març de 2008      | Kitt Peak            | Spacewatch        |
| 371922 | 2008 EE7               | 5 de març de 2008      | Altschwendt          | W. Ries           |
| 371923 | 2008 EY10              | 1 de març de 2008      | Kitt Peak            | Spacewatch        |
| 371924 | 2008 EE13              | 10 de febrer de 2008   | Kitt Peak            | Spacewatch        |
| 371925 | 2008 ET13              | 1 de març de 2008      | Kitt Peak            | Spacewatch        |
| 371926 | 2008 EL17              | 1 de març de 2008      | Kitt Peak            | Spacewatch        |
| 371927 | 2008 EE19              | 1 de gener de 2008     | Kitt Peak            | Spacewatch        |
| 371928 | 2008 EX25              | 8 de febrer de 2008    | Mount Lemmon         | Mt. Lemmon Survey |
| 371929 | 2008 EV59              | 8 de març de 2008      | Catalina             | CSS               |
| 371930 | 2008 EN64              | 1 de març de 2008      | Kitt Peak            | Spacewatch        |
| 371931 | 2008 EH70              | 11 de febrer de 2008   | Mount Lemmon         | Mt. Lemmon Survey |
| 371932 | 2008 ES70              | 5 de març de 2008      | Mount Lemmon         | Mt. Lemmon Survey |
| 371933 | 2008 EQ75              | 7 de març de 2008      | Kitt Peak            | Spacewatch        |
| 371934 | 2008 ET75              | 28 de febrer de 2008   | Kitt Peak            | Spacewatch        |
| 371935 | 2008 EV78              | 8 de març de 2008      | Mount Lemmon         | Mt. Lemmon Survey |
| 371936 | 2008 ED79              | 8 de març de 2008      | Catalina             | CSS               |
| 371937 | 2008 EH104             | 6 de març de 2008      | Mount Lemmon         | Mt. Lemmon Survey |
| 371938 | 2008 EX108             | 7 de març de 2008      | Mount Lemmon         | Mt. Lemmon Survey |
| 371939 | 2008 EL121             | 9 de març de 2008      | Kitt Peak            | Spacewatch        |
| 371940 | 2008 ET127             | 11 de març de 2008     | Kitt Peak            | Spacewatch        |
| 371941 | 2008 ET129             | 8 de febrer de 2008    | Mount Lemmon         | Mt. Lemmon Survey |
| 371942 | 2008 EO138             | 11 de març de 2008     | Mount Lemmon         | Mt. Lemmon Survey |
| 371943 | 2008 EZ138             | 11 de març de 2008     | Kitt Peak            | Spacewatch        |
| 371944 | 2008 EW140             | 27 de febrer de 2008   | Kitt Peak            | Spacewatch        |
| 371945 | 2008 EV142             | 28 de febrer de 2008   | Kitt Peak            | Spacewatch        |
| 371946 | 2008 EU148             | 2 de març de 2008      | Kitt Peak            | Spacewatch        |
| 371947 | 2008 ET149             | 5 de març de 2008      | Kitt Peak            | Spacewatch        |
| 371948 | 2008 EW166             | 6 de març de 2008      | Mount Lemmon         | Mt. Lemmon Survey |
| 371949 | 2008 FB3               | 25 de març de 2008     | Kitt Peak            | Spacewatch        |
| 371950 | 2008 FB7               | 30 de març de 2008     | Grove Creek          | F. Tozzi          |
| 371951 | 2008 FX19              | 27 de febrer de 2008   | Mount Lemmon         | Mt. Lemmon Survey |
| 371952 | 2008 FK26              | 27 de març de 2008     | Kitt Peak            | Spacewatch        |
| 371953 | 2008 FG34              | 28 de març de 2008     | Mount Lemmon         | Mt. Lemmon Survey |
| 371954 | 2008 FY37              | 28 de març de 2008     | Kitt Peak            | Spacewatch        |
| 371955 | 2008 FY38              | 28 de març de 2008     | Kitt Peak            | Spacewatch        |
| 371956 | 2008 FA39              | 28 de març de 2008     | Kitt Peak            | Spacewatch        |
| 371957 | 2008 FQ43              | 28 de març de 2008     | Mount Lemmon         | Mt. Lemmon Survey |
| 371958 | 2008 FX49              | 28 de març de 2008     | Mount Lemmon         | Mt. Lemmon Survey |
| 371959 | 2008 FT50              | 28 de març de 2008     | Kitt Peak            | Spacewatch        |
| 371960 | 2008 FM51              | 1 d'octubre de 2005    | Kitt Peak            | Spacewatch        |
| 371961 | 2008 FQ58              | 28 de març de 2008     | Mount Lemmon         | Mt. Lemmon Survey |
| 371962 | 2008 FQ83              | 28 de març de 2008     | Kitt Peak            | Spacewatch        |
| 371963 | 2008 FX97              | 30 de març de 2008     | Kitt Peak            | Spacewatch        |
| 371964 | 2008 FE101             | 30 de març de 2008     | Kitt Peak            | Spacewatch        |
| 371965 | 2008 FV102             | 30 de març de 2008     | Kitt Peak            | Spacewatch        |
| 371966 | 2008 FV116             | 31 de març de 2008     | Kitt Peak            | Spacewatch        |
| 371967 | 2008 FV125             | 31 de març de 2008     | Mount Lemmon         | Mt. Lemmon Survey |
| 371968 | 2008 FM126             | 29 de març de 2008     | Kitt Peak            | Spacewatch        |
| 371969 | 2008 FV128             | 29 de març de 2008     | Kitt Peak            | Spacewatch        |
| 371970 | 2008 FV132             | 29 de març de 2008     | Kitt Peak            | Spacewatch        |
| 371971 | 2008 FQ134             | 30 de març de 2008     | Kitt Peak            | Spacewatch        |
| 371972 | 2008 FQ135             | 31 de març de 2008     | Mount Lemmon         | Mt. Lemmon Survey |
| 371973 | 2008 GE1               | 4 d'abril de 2008      | Mount Lemmon         | Mt. Lemmon Survey |
| 371974 | 2008 GO12              | 11 de gener de 2008    | Mount Lemmon         | Mt. Lemmon Survey |
| 371975 | 2008 GK14              | 11 de març de 2008     | Kitt Peak            | Spacewatch        |
| 371976 | 2008 GW38              | 3 d'abril de 2008      | Mount Lemmon         | Mt. Lemmon Survey |
| 371977 | 2008 GN40              | 4 d'abril de 2008      | Kitt Peak            | Spacewatch        |
| 371978 | 2008 GC52              | 5 d'abril de 2008      | Mount Lemmon         | Mt. Lemmon Survey |
| 371979 | 2008 GR66              | 6 d'abril de 2008      | Kitt Peak            | Spacewatch        |
| 371980 | 2008 GO68              | 10 de febrer de 2008   | Mount Lemmon         | Mt. Lemmon Survey |
| 371981 | 2008 GY76              | 10 de febrer de 2007   | Mount Lemmon         | Mt. Lemmon Survey |
| 371982 | 2008 GK93              | 6 d'abril de 2008      | Catalina             | CSS               |
| 371983 | 2008 GH95              | 8 d'abril de 2008      | Kitt Peak            | Spacewatch        |
| 371984 | 2008 GY95              | 8 d'abril de 2008      | Kitt Peak            | Spacewatch        |
| 371985 | 2008 GL100             | 9 d'abril de 2008      | Kitt Peak            | Spacewatch        |
| 371986 | 2008 GZ103             | 11 d'abril de 2008     | Kitt Peak            | Spacewatch        |
| 371987 | 2008 GM104             | 4 de març de 2008      | Mount Lemmon         | Mt. Lemmon Survey |
| 371988 | 2008 GO110             | 20 de desembre de 2007 | Mount Lemmon         | Mt. Lemmon Survey |
| 371989 | 2008 GW111             | 11 d'abril de 2008     | Socorro              | LINEAR            |
| 371990 | 2008 GF129             | 14 d'abril de 2004     | Kitt Peak            | Spacewatch        |
| 371991 | 2008 GU129             | 4 d'abril de 2008      | Goodricke-Pigott     | R. A. Tucker      |
| 371992 | 2008 GD137             | 3 d'abril de 2008      | Kitt Peak            | Spacewatch        |
| 371993 | 2008 GD144             | 3 d'abril de 2008      | Socorro              | LINEAR            |
| 371994 | 2008 HX4               | 13 de març de 2008     | Kitt Peak            | Spacewatch        |
| 371995 | 2008 HJ9               | 27 de febrer de 2008   | Kitt Peak            | Spacewatch        |
| 371996 | 2008 HH12              | 4 d'abril de 2008      | Mount Lemmon         | Mt. Lemmon Survey |
| 371997 | 2008 HO14              | 11 d'abril de 2008     | Mount Lemmon         | Mt. Lemmon Survey |
| 371998 | 2008 HC16              | 25 d'abril de 2008     | Kitt Peak            | Spacewatch        |
| 371999 | 2008 HU19              | 26 d'abril de 2008     | Kitt Peak            | Spacewatch        |
| 372000 | 2008 HS22              | 9 d'abril de 2008      | Kitt Peak            | Spacewatch        |